# Monasterio de San Cugat del Vallés
El monasterio de San Cugat del Vallés (en catalán: monestir de Sant Cugat del Vallès) es una antigua abadía benedictina situada en la localidad catalana de San Cugat del Vallés, en España. El monasterio, construido entre los siglos IX y XIV, destaca por su notable claustro. Fue el monasterio de mayor importancia de todo el condado de Barcelona.
El edificio fue declarado Bien Cultural de Interés Nacional en 1931.

## Historia

### Fundación
Por los restos de estructuras militares descubiertas en el interior del recinto monástico, se podría afirmar que el lugar lo ocupaba una fortaleza romana llamada Castrum Octavianum en el medievo. Los orígenes del monasterio se remontan al siglo IX cuando se decidió unir la pequeña basílica paleocristiana del siglo V, de planta cuadrada y alrededor de la cual se cree que ya existía una pequeña comunidad de monjes, y que albergaba las reliquias de san Cucufato (en catalán: Cugat), con una fortificación existente anexa.
Es muy probable que los primeros religiosos que se establecieron en el lugar aprovecharan viejas estructuras de Castrum Octavianum. Tras del Edicto de Milán, se cree que edificaron una pequeña iglesia para los cristianos que acudían pudieran rendir culto a los mártires muertos en el recinto. El rey visigodo Recaredo, en el Segundo Concilio de Toledo, reconoció como auténtica religión a la católica. El obispo de Barcelona procuró que hubiera religiosos instalados en Castrum Octavianumn a fin de preservar el culto y que pudieran acudir cada vez más feligreses o peregrinos. En el siglo VII esta capilla fue ampliada y quizás se estableció en ese momento un pequeño monasterio con una exigua comunidad de monjes destruido totalmente en 717 por la invasión islámica.

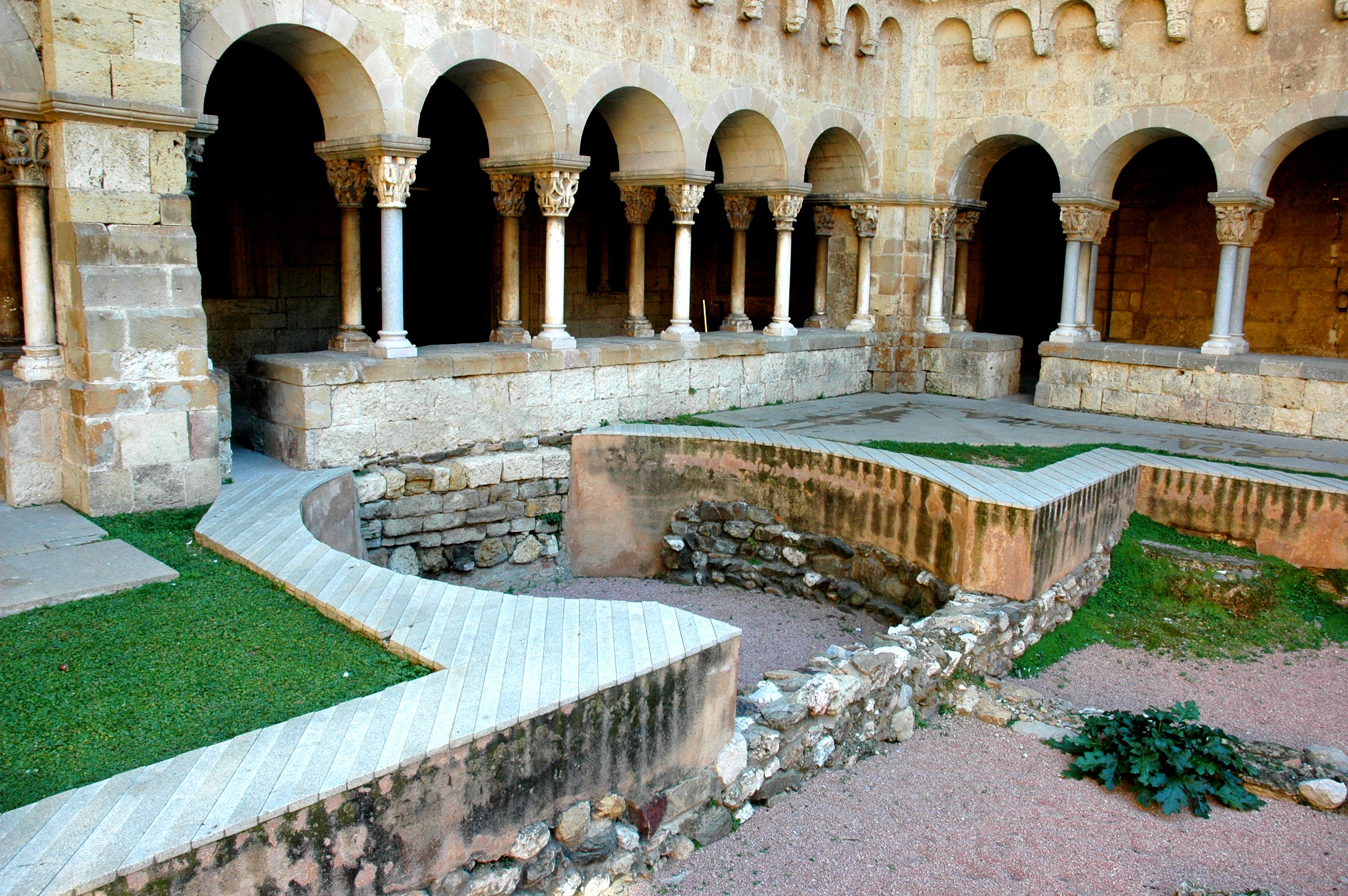
Restos de la iglesia visigótica

El establecimiento de una verdadera comunidad de monjes se atribuye a Carlomagno, que hizo retroceder a los árabes hacia el sur y conquistó Castrum Octavianum. Se cree que desde el año 777 fue el médico benedictino Fulrado, cura de confianza de Carlomagno, fue quien que empezó a organizar la comunidad. En 785 el emperador, devoto de san Cucufate, puso al frente al abad Deodato y con doce monjes de la orden de San Benito fundó la comunidad. Los dotó de varias posesiones y propiedades, con castillos e iglesias, además de confirmar las que ya poseían del castillo de Octavià. Aun así, la comunidad benedictina no acabaría de establecerse realmente debido a continuas incursiones árabes. En el año 852 el lugar fue arrasado por los sarracenos pero reconstruido rápidamente por el abad Donadeu.
Realmente, las primeras noticias documentadas de su existencia datan del año 877, cuando el emperador carolingio Carlos el Calvo confirmó los bienes del monasterio. Un año más tarde, su sucesor Luis II dispuso la abadía bajo el dominio de los obispos de Barcelona, apareciendo el nombre del primer abad conocido, Ostofred. Hasta el año 973, quince abades dirigieron la comunidad con mandatos de duración muy diferentes, e incluso, con periodos de tiempo sin prior que la dirigiera.

### Crecimiento y esplendor

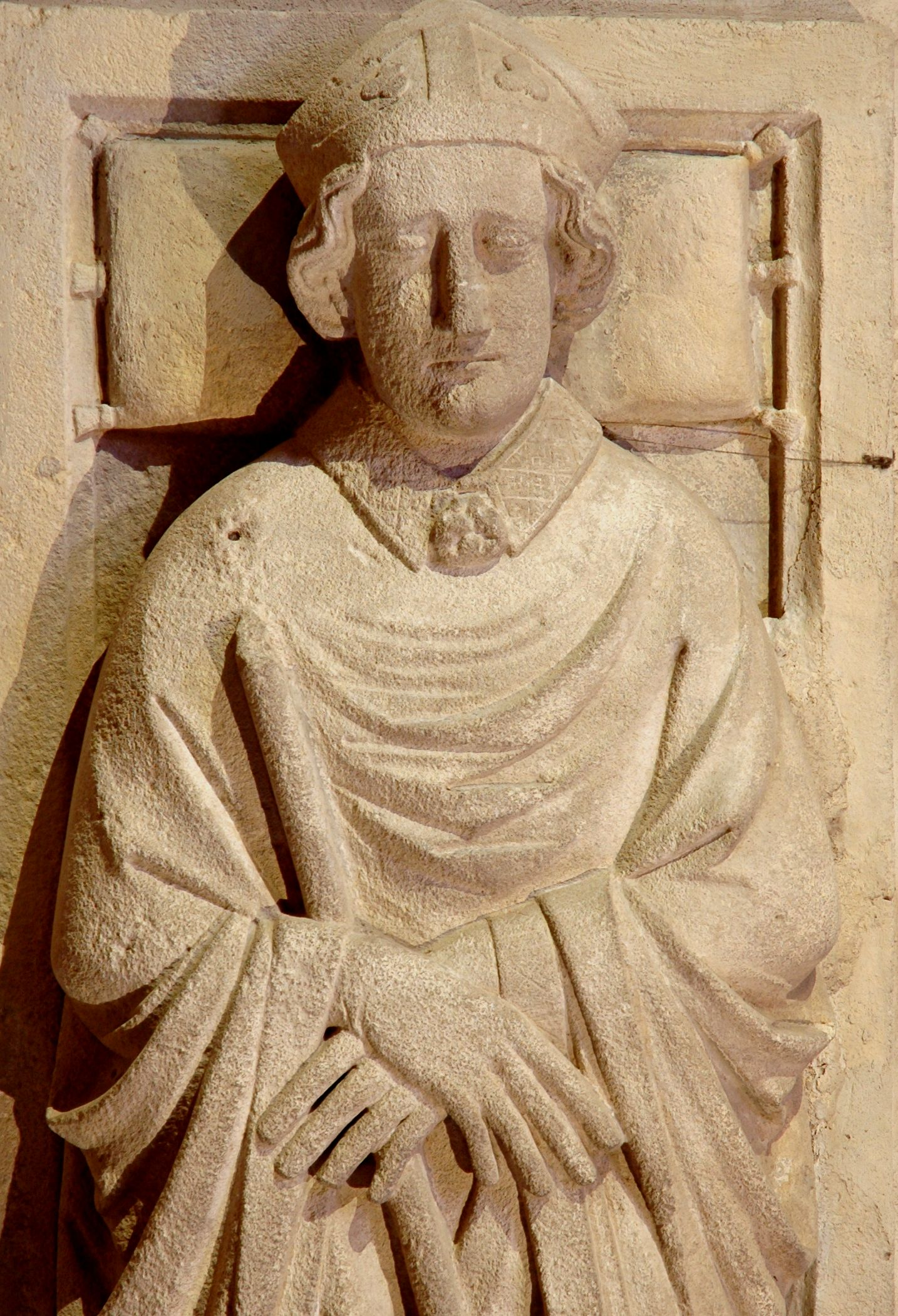
Lápida del monumento funerario del abat Odón, de principios del, situada en la nave izquierda de la iglesia

En los inicios del siglo X la importancia del monasterio empieza a ser notable. Los abades tomaban parte en actos de relevancia y las posesiones de la comunidad se amplían llegando a tener tierras desde la zona del Panadés hasta la del Montseny. En el año 985, el ataque de las tropas sarracenas capitaneadas por Almanzor afectó al monasterio aunque no causó daños excesivamente graves. El abad que regía el monasterio en esa época, Odón, inició las obras de reconstrucción del cenobio.
El abad Odón representa uno de los momentos más esplendorosos de la historia del monasterio, siendo uno de los principales artífices del crecimiento temporal y espiritual de la abadía, pero también fue uno de los mejores exponentes de la tenue distancia que separa los asuntos del mundo espiritual de los asuntos del mundo terrenal. Odón fue, de hecho, un representante típico del estamento religioso del Alta Edad Media. Se comportaba como un auténtico señor feudal, religioso pero a la vez guerrero. Tras su participación en la batalla de Aqbat al-Bakr, murió en 1010 en la batalla del río Guadiaro, cuando acompañaba las tropas comandadas por el conde de Barcelona Ramón Borrell en una acometida contra los musulmanes. Su tumba se encuentra en la nave izquierda de la iglesia y es bastante visible por la decoración gótica que la rodea.
A diferencia de Odón, su sucesor el abad Guitard (1010-1053), sufrió los momentos más difíciles del monasterio, debido a la presión de la nobleza feudal que consideraba al monasterio un serio competidor por las tierras fronterizas y por las rentas agrarias. En 1013, Guitard vendió varias posesiones para poder continuar la restauración del monasterio y parece ser que levantó un claustro anterior al actual del cual se han encontrado algunos restos enterrados en el subsuelo. Hacia el año 1063 se trabajó en la construcción de una iglesia de la cual sólo queda la base del campanario.
Andreu Sendred, Guillamos de Cervelló, Berenguer Folc, Ramon de Montcada son algunos de los nombres de los abades que rigieron la vida espiritual y temporal del monasterio entre los siglos XI y XIII. Todos ellos de linajes de la alta y mediana nobleza que, apartados de la línea de sucesión y estrategias de alianza, se entregaban a la vida monástica. El ingreso en la orden monástica de miembros familiares de su linaje también formaba parte de las estrategias de poder, como las alianzas matrimoniales, en la medida que les permitía introducir elementos de control dentro de las grandes abadías.
La prosperidad del cenobio se debió a la suma de diversos factores pero directamente relacionados con su lugar de emplazamiento. Así, la fértil tierra del Vallès le proporcionó grandes producciones agrícolas elevada que favorecieron sus rentas en un contexto generalizado de crecimiento. La proximidad con Barcelona le otorgó el favor de la corte condal y episcopal. Finalmente, su excelente posición estratégica lo situó en una posición inmejorable para participar en la expansión territorial del condado de Barcelona de los siglos X a XII. En 1039, Ermessenda de Carcasona escogió el monasterio para celebrar el matrimonio de su nieto, el conde Ramón Berenguer I, con Elisabet de Nimes.

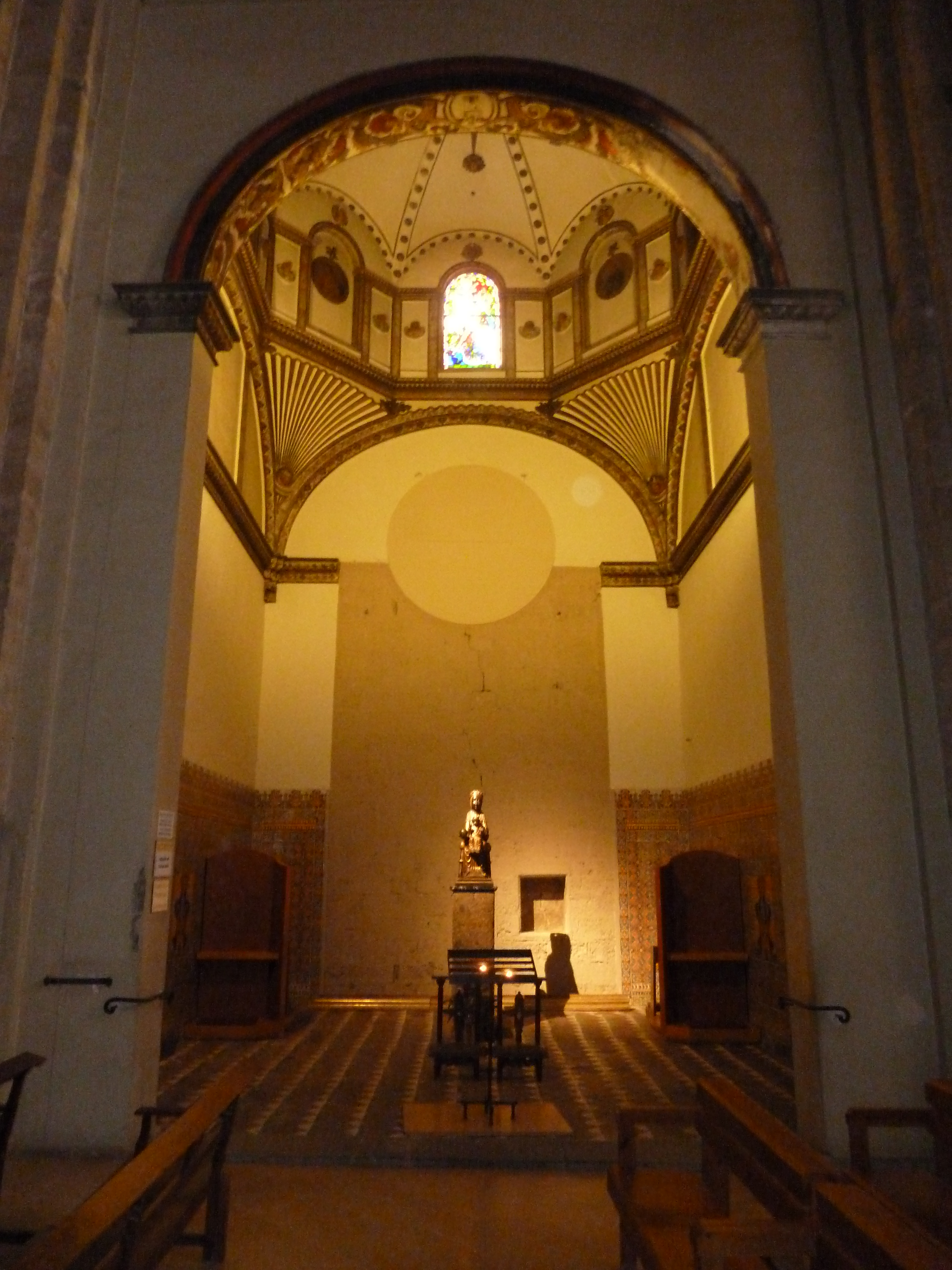
Una capilla lateral

A finales del siglo XI, Berenguer Ramón II dispuso que el monasterio quedara sometido al de san Ponce de Tomieres, en la zona de la Provenza, lo que creó discrepancias entre los monjes de San Cugat del Vallés. El abad de San Ponce, Frotard, se trasladó hasta el monasterio catalán y los monjes que estaban en desacuerdo con su gestión fueron expulsados. Sin embargo, el obispo de Barcelona reclamó sus derechos sobre el monasterio que volvió a quedar sometido a la diócesis barcelonesa.
Berenguer Folc, (1091-1103), abad del monasterio y obispo de Barcelona, reclamó al conde de Barcelona, Ramón Berenguer III, que no le parecía justo que el monasterio de Sant Llorenç del Munt, cerca de Tarrasa, permaneciera libre e independiente, y que debería que estar sujeto al de San Cugat, alegando que, en primer lugar, la hacienda donde estaba situado pertenecía a los condes predecesores que lo habían edificado, que del de san Cucufato salieron los primeros monjes que habitaron el de Sant Llorenç del Munt y que del de San Cugat del Vallés había salido el abad que implantó en el lugar la observancia de la regla de san Benito. Por lo tanto, argumentaba que el monasterio de Sant Llorenç debía de sus orígenes y progresos al de San Cugat y que era muy lógico y razonable que este estuviera sujeto, como siempre lo habían deseado los condes, a sus fundadores. Finalmente el conde decretó, en 1099:
que torna, entrega, i subjecta per sempre el monestir de Sant Llorenç del Munt, a prop de Terrassa, al de Sant Cugat del Vallès;
 de forma que els abats d'aquest últim puguin disposar amb tota llibertat d'aquella casa i hisenda
Bajo el mandato del abad Roland Oliver (1109-1131) el patrimonio del monasterio se incrementó considerablemente. Después de la última invasión árabe el monasterio salió muy perjudicado; también fue destruida la iglesia de Sant Cebrià d'Aiguallonga (Valldoreix). El abad, que mantenía buena relación con el obispo de Barcelona, Olegario, hizo donación del oratorio de Sant Vicenç de Valldoreix para que hicieran el traslado del altar de san Cebrià y no se perdiera así el culto de aquella parroquia. Como el culto al monasterio de San Pablo del Campo de Barcelona había decaído mucho, así como sus rentas, en 1127 se puso también bajo la custodia y vigilancia del abad Roland.

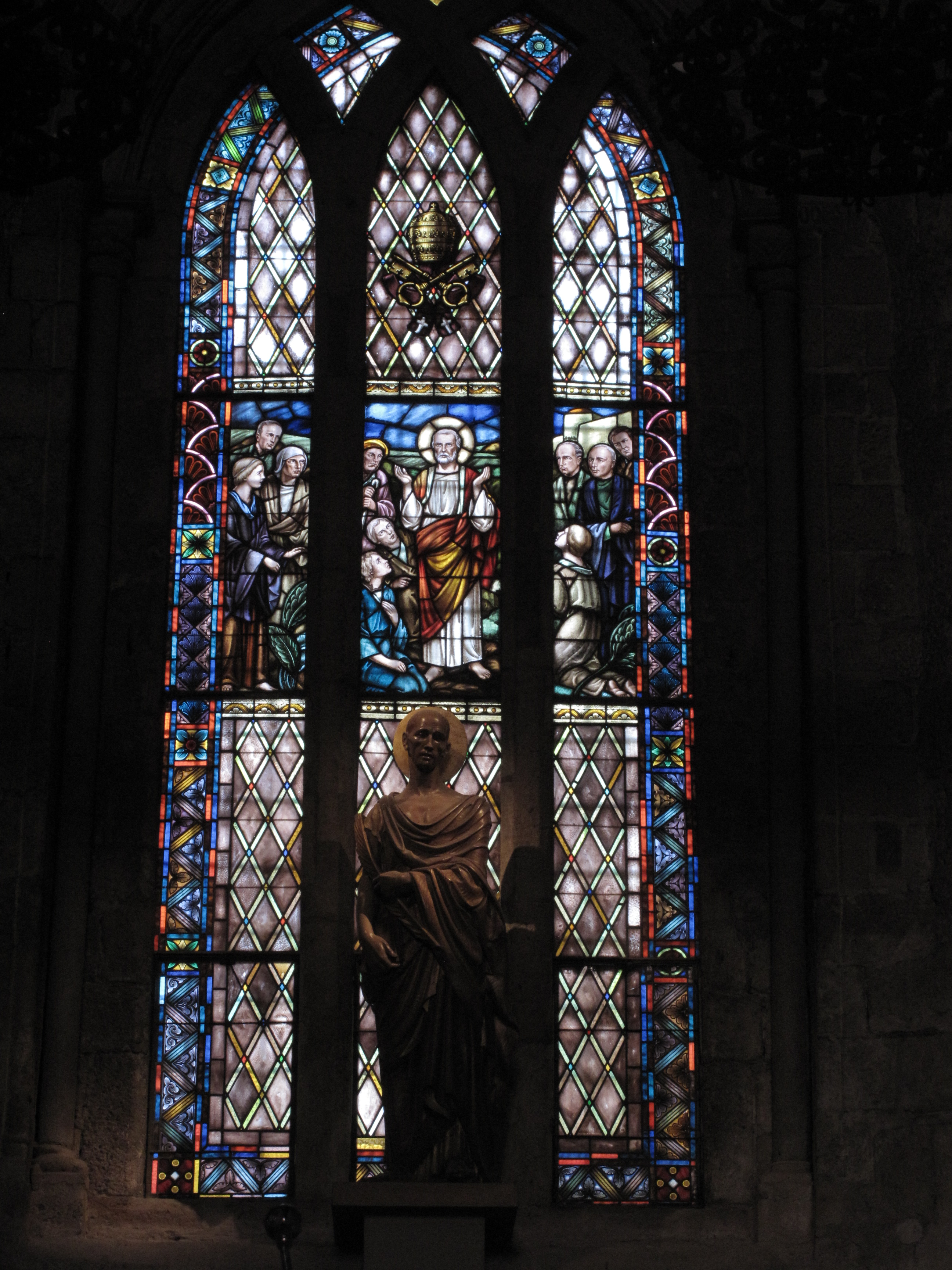
Vitrales del interior del crucero

Durante el mandato del abad Ermengol (1131-1145), el obispo de Vich, Ramon Gaufred, confirmó al monasterio de San Cugat la posesión del monasterio de Santa Cecília de Montserrat, aumentando todavía más la importancia del cenobio e incrementar las rentas destinadas a la urgente reparación de los desperfectos sufridos durante la última invasión musulmana.
Así, el monasterio cobró verdadera importancia y el conde de Barcelona, Ramón Berenguer IV, celebró las cortes en el lugar en 1143, hecho repetido otras veces por los sucesivos monarcas. También, el 17 de enero de 1145, se celebró un concilio con la participación de los prelados Ramon Gaufred (obispo de Vich), Berenguer Dalmau (obispo de Gerona) y Guillem de Torroja (obispo de Barcelona), para tratar temas importantes tanto para la Iglesia como para el Estado, puesto que las incursiones árabes a través de la frontera se sucedían con demasiada frecuencia. El 28 de enero de 1145 se estableció que, en las tierras baldías de la montaña, se edificara un castillo y masías con sus alodios que sirvieran de fortaleza contra invasiones arabescas, la posiblemente Torre Negra.
Los dominios del monasterio también se ampliaron a los monasterios de Sant Pere de Clarà y de San Salvador de Breda. Las posesiones crecieron tanto que, a finales del siglo XII, se tuvieron que repartir en cuatro divisiones destinadas a mejorar la administración: «Vallès», «Llobregat», «Penedès» y «Palau» (Santa María de Palautordera, al pie del Montseny), como reflejó una bula del papa Urbano II que confirmaba las posesiones.
A mediados de siglo XII se iniciaron las obras de construcción de un nuevo monasterio. De esta época son las galerías bajas del claustro que se conserva y la parte románica de la iglesia. A lo largo del siglo XIII se fue ampliando la iglesia existente en una obra que se prolongó en el tiempo, y, por tanto, ya con el nuevo estilo gótico debido a que su construcción no finalizó hasta el año 1337.
En el Archivo de la Corona de Aragón, junto con el fondo de la biblioteca y archivo del monasterio, se conserva un manuscrito que fue escrito entre el 1221 y el 1223 por Pere Ferrer, bajo encargo del abad Ramon de Banyeres (1220-1225), el Monasterii Sancti Cucuphatis (Costumario del monasterio de Sant Cugat). Tiene 191 folios y se han perdido algunos. Está escrito en latín, pero con muchas palabras catalanas, muchas de las cuales aparecen latinizadas al tratarse de un texto que describe las costumbres del monasterio; también relata muchos aspectos de la vida cotidiana, algunos de los cuales no tenían un vocabulario de uso en latín, solo en catalán. Es un documento escrito a fin de preservar las antiguas costumbres y usajes del monasterio, en un momento en que el cuarto Concilio de Letrán de 1215 había promulgado la Reforma Benedictina en los monasterios y que condujo a la formación de la Congregación Claustral Tarraconense.

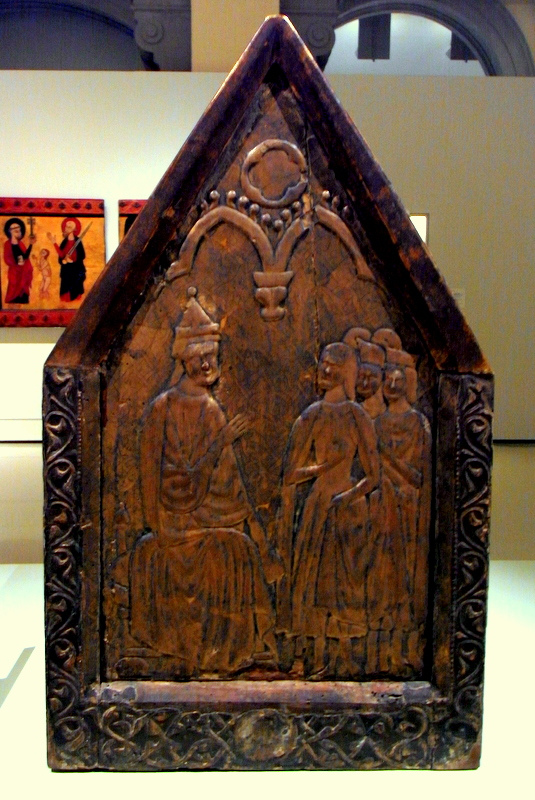
La urna de San Cándido se encontraba inicialmente en el monasterio

En época de Jaime I se mantuvieron las buenas relaciones del monasterio con la casa condal mediante algunos privilegios. La intención era la de convertir el monasterio en un auténtico contrapoder al obispo y la sede de Barcelona. Bajo la protección del rey, San Cugat recuperó los beneficios que había disfrutado en el pasado. Durante el gobierno de Pere d'Amenys (1232–1255) esta estrategia se manifestó coincidiendo con la disputa entre el obispo de Barcelona, Berenguer de Palou, y el abad de San Cugat sobre la jurisdicción episcopal de la abadía.
La estrechada relación que se estableció entre el rey y el cenobio duró hasta el año 1243, durante el largo litigio abierto por la defensa de los derechos del monasterio ante las pretensiones el obispo de Barcelona. Así, sabemos que en 1233 el rey Jaime I decide eximir al monasterio del pago de los derechos de justicia; el 20 de enero de 1234, el abad hace donación al rey de la mitad del señorío de Igualada y tres días después el rey le corresponde con la ratificación de las donaciones de bienes efectuadas por sus antecesores, así como con la confirmación de todos los bienes y derechos del monasterio; el 28 de diciembre de 1241, el rey acoge todas las posesiones y bienes pertenecientes al monasterio bajo su protección y custodia; el 8 de agosto de 1243, el rey incluye también los castillos de Santa Oliva, Calers y Albinyana bajo su custodia. Finalmente, en 1247, un tribunal eclesiástico nombrado por el papa Gregorio IX y presidido por el obispo de Tarragona Pedro de Albalat, pronunció sentencia en la que daba la razón al obispo. A pesar de que se recurrió, en el año 1251 se puso fin al asunto.
A finales del siglo XII y principios del XIII, en San Cugat del Vallés se presenta un importante despertar musical que ya había empezado en el umbral del año 1000. Se puede nombrar en este ámbito al monje Pere Ferrer, autor de himnos y secuencias, muchas de las cuales se han perdido con el tiempo.
En el año 1350 se iniciaron las obras de fortificación del monasterio. El rey Pedro III la amplió añadiendo algunas torres de guardia. Para mejorar el abastecimiento de agua, se construyó en el siglo XIV un acueducto, del cual todavía se preserva el puente de Can Vernet. A finales de diciembre del 1350, el abad Arnau Ramon de Biure fue asesinado por Berenguer de Saltells al pie del altar por un testamento a favor de la abadía. Según la tradición, que en aquel momento un gallo se puso cantar. En el interior se conserva un gallo de la antigua veleta del cenobio. Su sucesor, Pere Bosquets (1351-1385), construyó el recinto amurallado exterior para proteger el monasterio por orden de Pedro el Ceremonioso, e hizo edificar del palacio abacial.
En este periodo se inició el declive. El abad Pere Busquets suprimió la elección directa de los abades por parte de los monjes del monasterio; los nuevos serían nombrados desde la diócesis y algunos de ellos ni siquiera visitaban el lugar.

### Decadencia

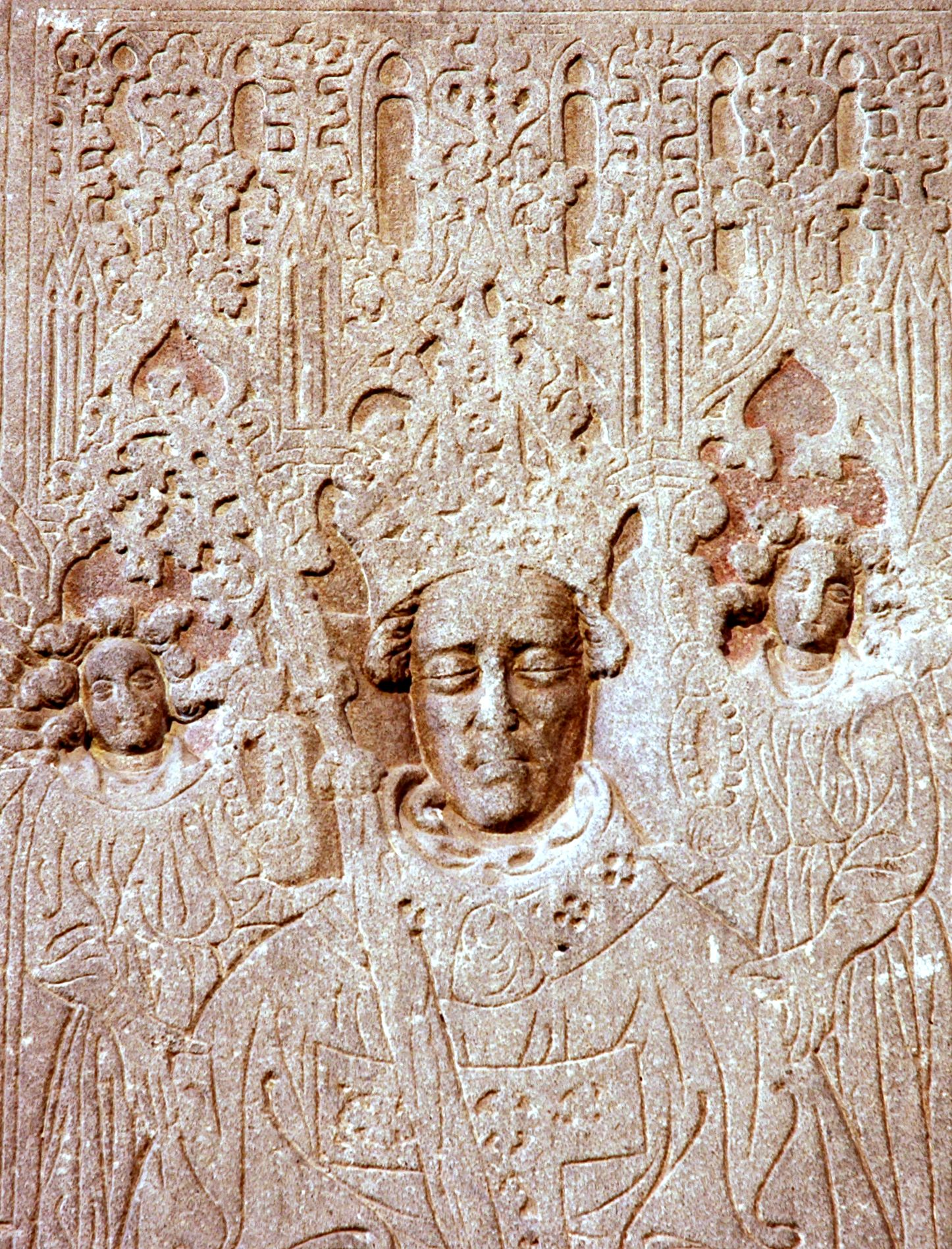
Lápida sepulcral del abad Estruch (1416-1419), la cual proviene de la nave central y actualmente está expuesta en el muro de la nave izquierda de la iglesia

A partir del abad Pere Bosquets (1385), los abades de San Cugat son nombrados por el papa o los reyes y no por la comunidad como hasta entonces. De 1416 a 1419, el abad Estruch, del cual se conserva la lápida sepulcral, fue el sexto elegido directamente por Roma y participó en el Concilio de Basilea. Bajo su mandato, el 21 de marzo de 1419 se celebraron las Cortes Catalanas convocadas por el rey Alfonso el Magnánimo, casi tres años después de heredar la Corona de Aragón por la muerte de su padre Fernando de Antequera el 2 de abril de 1416. En esta época Andreu Bertran era el presidente de la Generalidad.
En 1471 empieza la lista de abades comendatarios, normalmente cardenales. A raíz de la unión de la Corona de Aragón y la Corona de Castilla el monasterio se ve sometido a un deliberado proceso de castellanización contra el que los monjes lucharon. De este siglo son las galerías superiores del claustro, el pórtico que lo precede y las partes superiores del campanario. A partir de 1561 los abades son nombrados únicamente por el rey de Castilla. Durante la Guerra de Sucesión Española, el monasterio fue ocupado por las tropas del Archiduque Carlos, hecho que causó graves desperfectos en el edificio. Se llevó a cabo una restauración que finalizó en 1789; se reformó el palacio abacial en el que se dispuso una nueva sala capitular en el ala del claustro, opuesta a la iglesia y se cerró el presbiterio con una balaustrada de mármol que ha perdurado en el tiempo.
Mucha información de la historia del monasterio ha llegado a conocerse gracias a la obra escrita en 1790 por el monje Benet de Moxó i de Francolí, por orden del abad Josep Gregori de Montero i Alòs (1788-1818): Memorias históricas de Real Monasterio de San Cucufate del Vallés.

### Ruina y regeneración

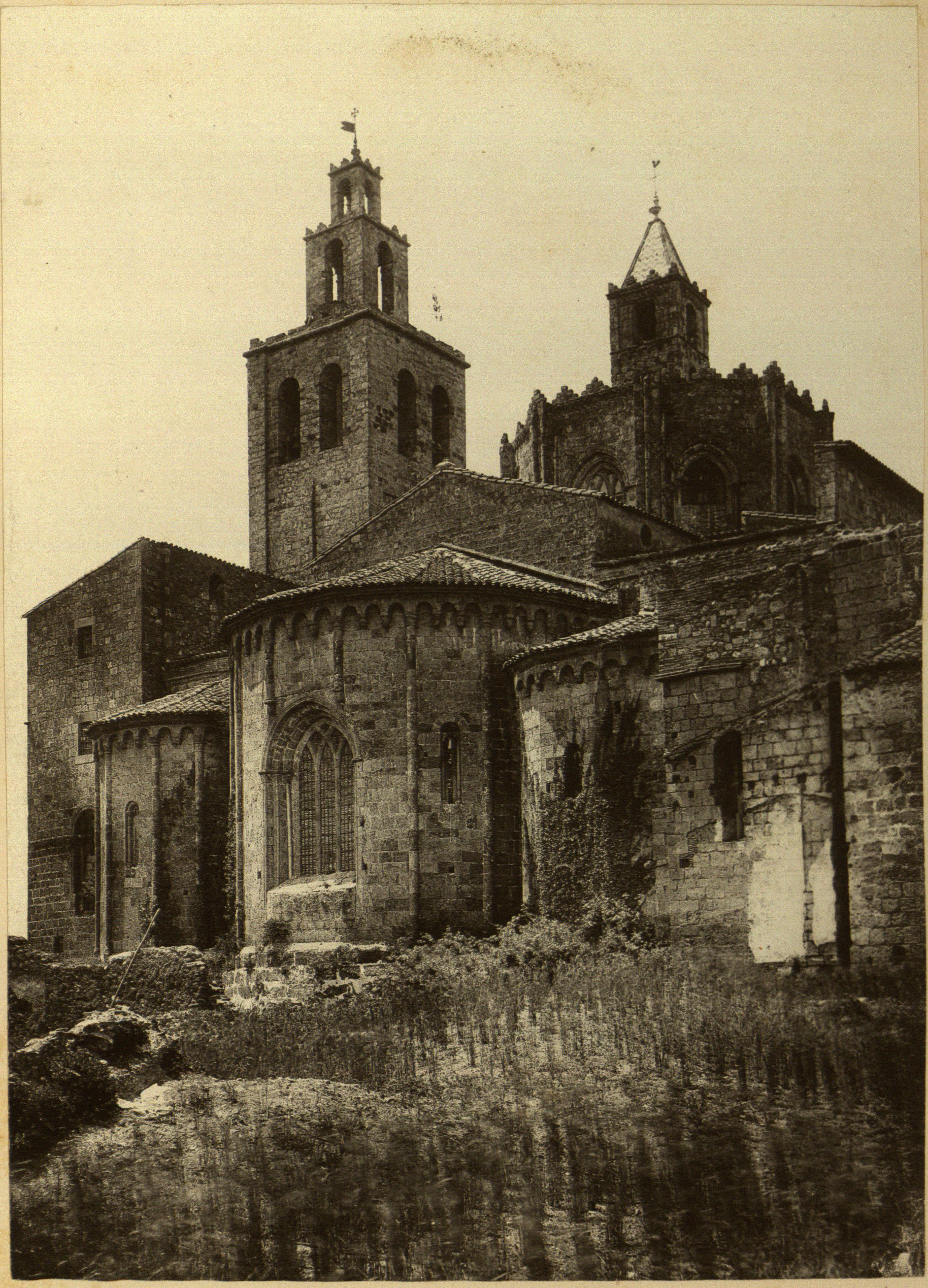
Fotografía de la abadía tomada en 1879

La comunidad de la abadía, integrada por una cincuentena de monjes en los siglos XII y XIII, se reduce a una escasa veintena a los inicios del siglo XIX. En 1835 los monjes abandonaron el monasterio y su tesoro documental y artístico se perdió en gran parte; el abandono fue causado en parte por la ley de desamortización que obligaba a las órdenes religiosas a abandonar sus pertenencias, y en parte por el asalto de un grupo de habitantes de la zona. Quedó abandonado hasta 1851, año en el que la Comisión de Monumentos Históricos decidió restaurarlo.
Desde el año 1844 hasta el 1931, el claustro se convirtió en la escuela pública del municipio a pesar de que no reunía las condiciones necesarias. El espacio también sirvió en otras temporadas como cuartel de la policía local y como sede del ayuntamiento.
Además, diferentes elementos constructivos, provenientes principalmente de la casa de los monjes, fueron aprovechados para nuevas construcciones. Parte de la riqueza artística se repartió entre museos e instituciones diversas, o entre los mismos aldeanos. Las continuas reparaciones que necesitaba el monasterio desde su incendio, en el siglo XIX, provocó la necesidad de vender muchas de sus propiedades y valiosas obras de arte, como la pintura sobre madera Degollación de San Cucufate de Aine Bru de principios del siglo XVI, que fue vendida por 900 florines al Museo d'art Decoratiu i Arqueològic de Barcelona, entre otras. La sillería del coro, situada bajo el cimborio y de madera tallada del siglo XV, se vendió el 19 de octubre de 1911 y que está instalada en el monasterio de Santa María de Valldonzella de Barcelona. Esta venta comportó protestas de muchos feligreses e incluso del canónigo Barraquer, que escribió: 

[...] desde ahora, ya el templo de Sant Cugat del Vallès no será la Catedral del Vallès, sinó una iglesia de tres naves de un pueblo.

En 1931 fue declarado Monumento Histórico Artístico, iniciándose varias restauraciones a cargo de la restablecida Generalidad de Cataluña que finalizaron con la guerra civil española. Fue asaltado en julio de 1936 y utilizado posteriormente como almacén agrícola y cuartel. El 30 de septiembre de 1938 se celebró una sesión de las Cortes de la República en él. Acabada la guerra, en 1941, se creó el «Patronat del Monestir de Sant Cugat» —impulsado por el nuevo rector Antoni Griera i Gaja—, pero el arquitecto que había llevado la restauración diez años atrás, Jeroni Martorell, ahora trabajaba sin recursos. Del 1968 al 1972 la facultad de Letras de la Universidad Autónoma de Barcelona se instaló en el claustro y edificios anejos. En 1982, la Generalidad, nuevamente restablecida, instaló en el edificio el Servei de restauració de Béns Mobles, que posteriormente sería trasladado a Valldoreix.

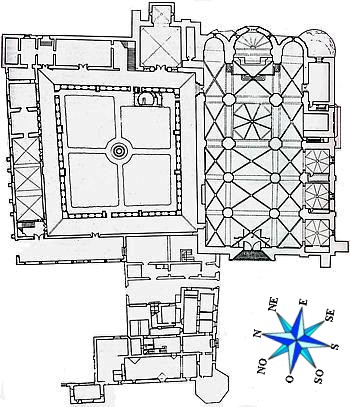
Planta del monasterio

## El edificio
Alrededor del año 1000, bajo el impulso del abad Odón, empezó la construcción de un nuevo monasterio según un proyecto que integraba todas las construcciones alrededor de un claustro, y en la que intervino el arquitecto Fedanci.
En el año 1502, el monasterio contrató para pintar el retablo del altar mayor a Aine Bru, quien incluyó en él, anacrónicamente, el monasterio de Sant Cugat tal como estaba en la época. Este hecho, a modo de fotografía, ha sido muy importante para saber exactamente cómo se desarrolló en la época el proceso de construcción del monasterio.
El monasterio que ha perdurado es el resultado de un largo proceso constructivo. Desde su fundación en el siglo IX hasta la disolución de la comunidad benedictina en 1835, sufrió sucesivas transformaciones arquitectónicas adaptándolo a las necesidades cambiantes de la comunidad monástica y a las tendencias artísticas de las diferentes épocas.

### Claustro

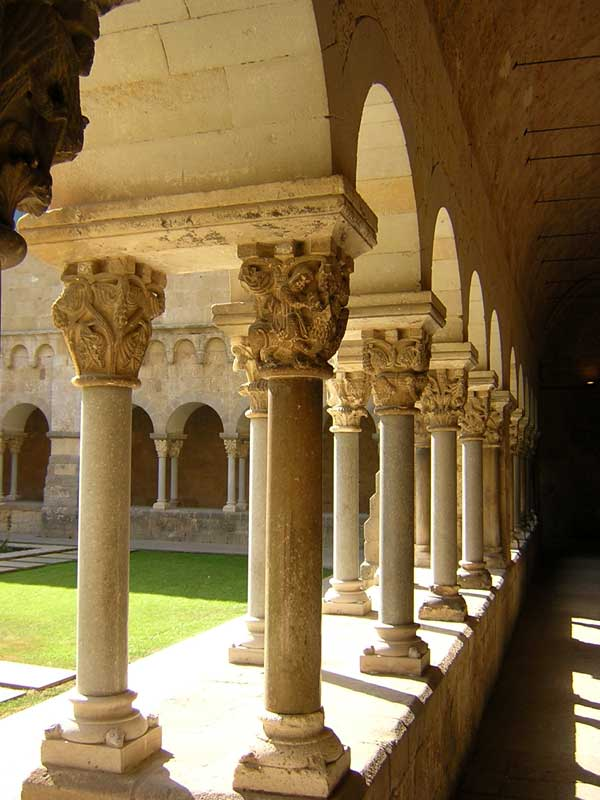
Claustro. Las columnas descansan sobre una plataforma conocida como podio, separando las galerías del patio

Tal vez lo más destacado de todo el conjunto del monasterio de San Cugat es su impresionante claustro. Se trata de un claro ejemplo del arte románico catalán y fue construido en el siglo XII. En el siglo XVI se le añadió un segundo piso y se construyó también el atrio de entrada. En su jardín se pueden observar los restos de la primera basílica del siglo V y el lugar donde la tradición dice que se enterró y veneró a san Cucufate.
Con una longitud de más de 30 m, todo el conjunto del claustro es obra del artista Arnau Gatell y de su discípulo Lluís Samaranch. Su planta es casi cuadrada y tiene arcos de medio punto, apoyados sobre pares de columnas. Cada una de estas columnas está decorada con capiteles finamente elaborados e influenciados por la escuela italiana, datables entre las décadas de 1190 y 1200, con detalles variados que van desde la representación de animales, escenas bíblicas o incorporación de narraciones de oficios artesanos. Se pueden contar 71 pares de capiteles más uno de 3, porque vieron que si no se les derrumbaría.
Hacia el año 1190 llegó un taller de escultores procedentes de la catedral de Gerona, donde habían trabajado durante unos 10 años; por ello, ambos edificios guardan muchas similitudes en cuanto a los motivos esculpidos de sus capiteles.
Los muros exteriores están recorridos por un friso de arcos ciegos con ménsulas decoradas con cabezas de animales. Este friso recuerda mucho al que hay en el monasterio de San Pedro de Galligans. El piso superior se construyó en el siglo XVI y el friso en el cual se apoyaba el tejado quedó como un elemento meramente decorativo.
Galería norte

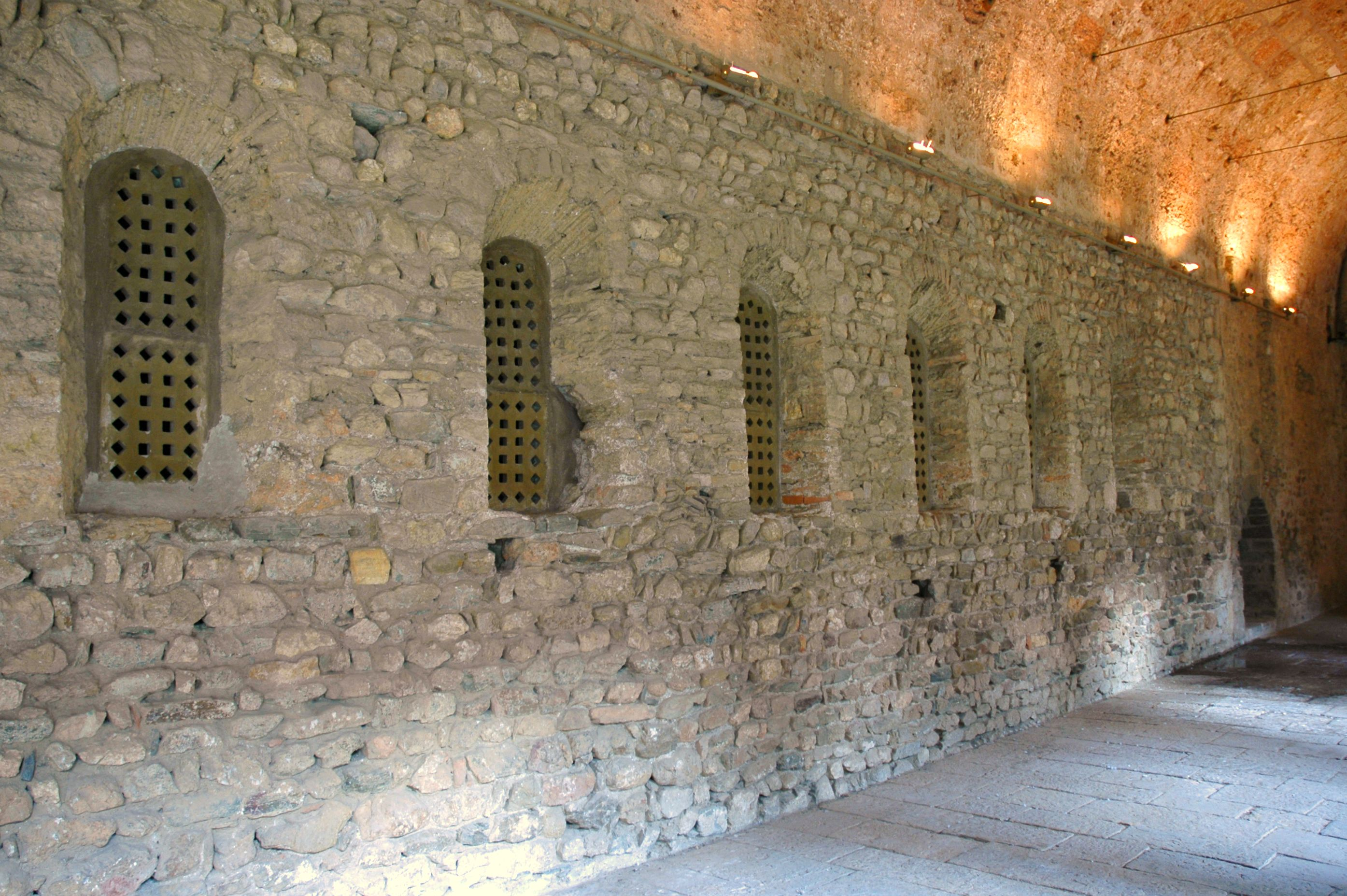
Detalle de la galería norte con las ventanas y la claustra

El muro de la galería norte es la parte más antigua como atestiguan sus pequeñas dimensiones y más rústicas que el resto, la disposición de las ocho pequeñas ventanas y los restos de la claustra que las cerraban. Seguramente ya pertenecía al monasterio prerrománico y a lo largo del tiempo se practicaron nuevas aperturas y una decoración mural pictórica lo bastante visible todavía.
Cuando se construyó el claustro por esta ala se aprovechó todo un muro del siglo IX que formaba parte del edificio monástico anterior al actual. Así, se encuentra presente un tramo de opus incertum y una serie de ventanas del mismo siglo.
También se observa una puerta de dovelas, bastante trabajadas, a un nivel más bajo que el actual y que se cree que podría pertenecer al antiguo claustro del siglo XI; de arco de medio punto y tabicada, podría haber sido la puerta de acceso al refectorio. Existe otra puerta, de estilo neoclásico añadida en el siglo XVIII, cuando la sala capitular se trasladó a esta zona.

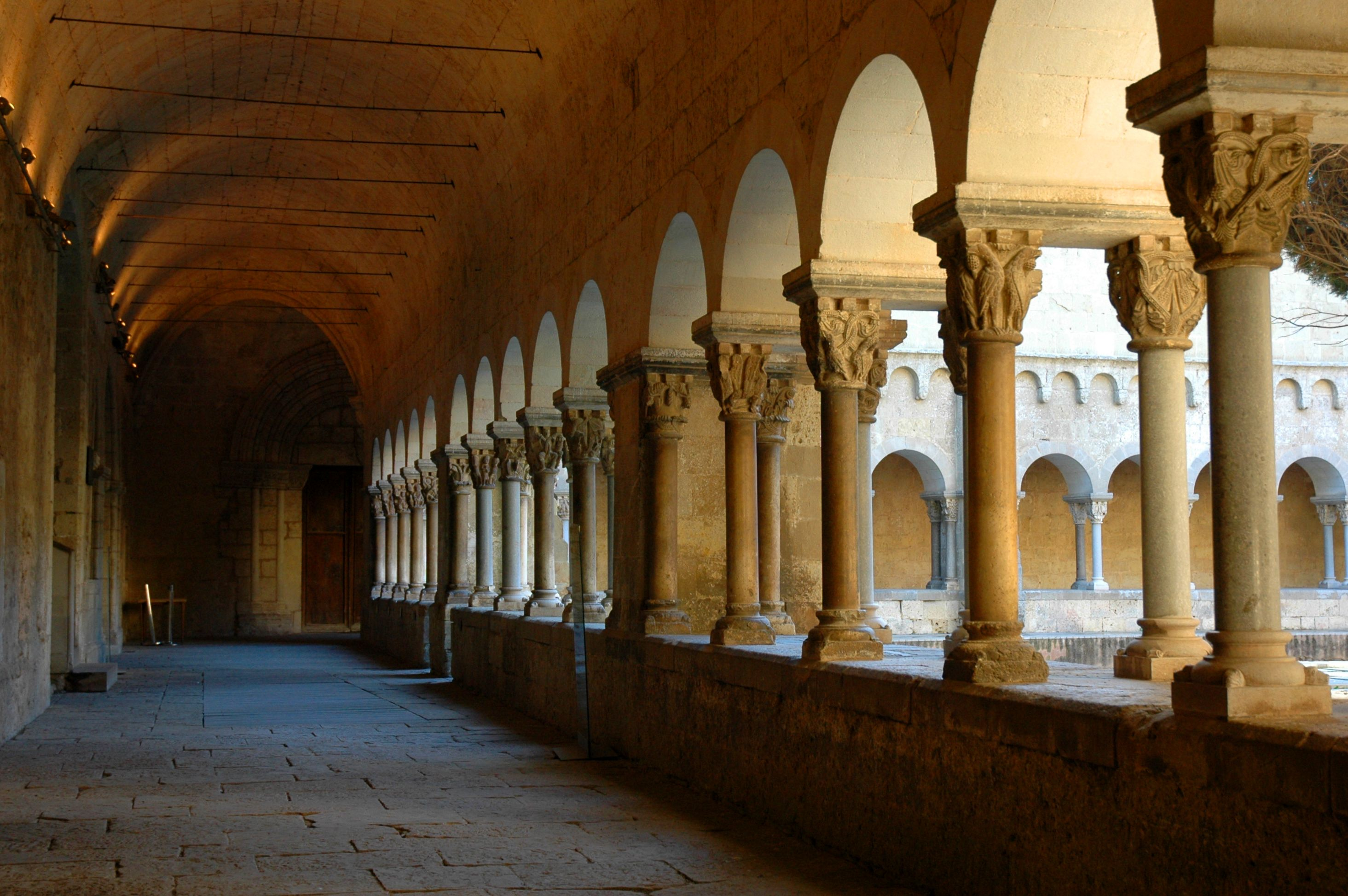
Galería de levante
En esta zona se encuentra un muro y una puerta tabicada del siglo XI, la antigua sala capitular del siglo XIII, convertida en capilla del Santísimo en el siglo XVIII, la escalera que da acceso al claustro superior de estilo gótico, una puerta neoclásica tabicada y otra puerta de arco de medio punto.
A la capilla del Santísimo se accede por una puerta de arco de medio punto con arquivoltas situada en medio de dos ventanales de trazado gótico. La antigua sala capitular era el lugar de reunión para tratar cuestiones de interés común. También se leía cada día un capítulo de la regla de san Benito. Es de planta cuadrada y posee una vuelta de aristas apoyada en cuatro ménsulas. También tiene un pequeño ábside cuadrado.
Galería de mediodía

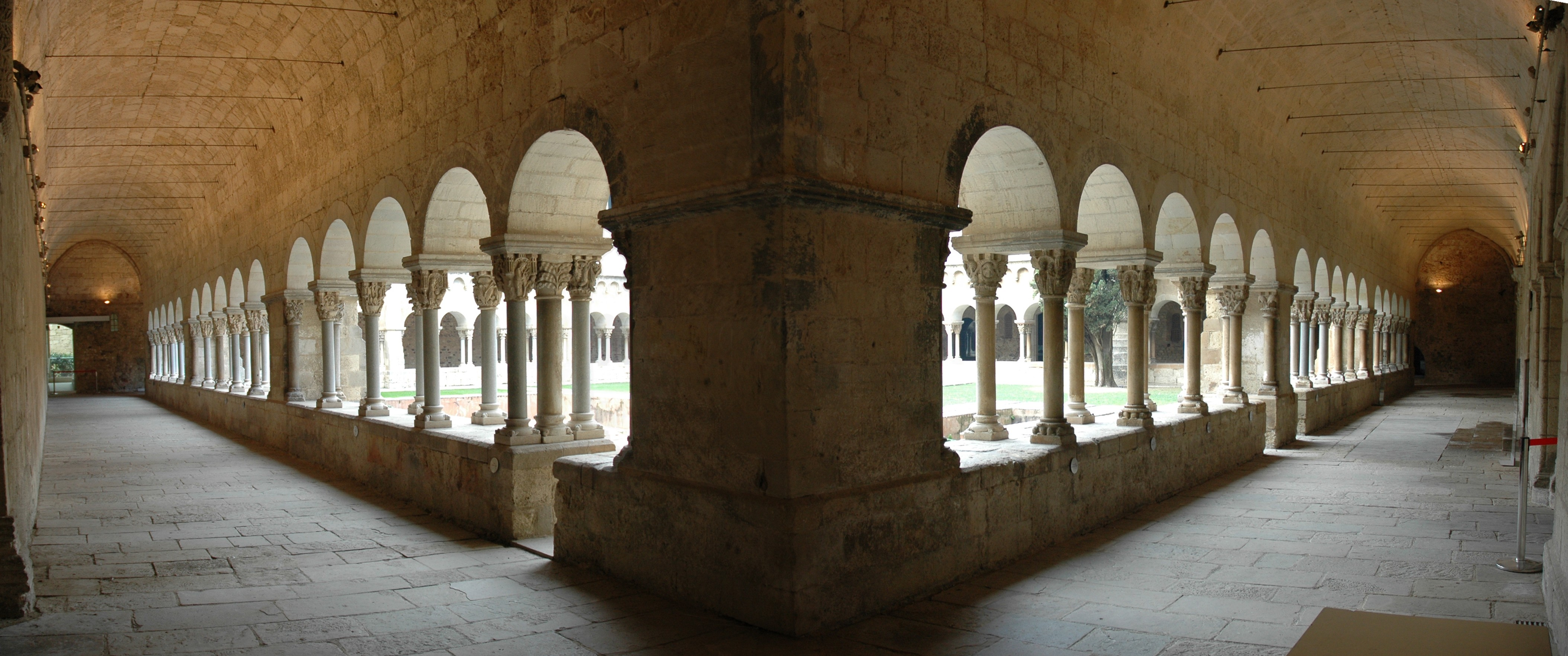
Ángulo sudeste del claustro románico

En ella se encuentra la iglesia adosada y, por ende, están comunicadas por una puerta con arcos de medio punto concéntricos y arquivoltas en los cuales se alternan molduras geométricas con anchas bandas de decoración vegetal. Pertenece a la época de transición del románico al gótico.
Todo el muro lo forman sillares de dimensiones regulares. Se han descubierto restos de pinturas murales que se cree cubrían toda la pared.
Galería de poniente
Es aquí donde está la puerta de acceso al claustro. El muro del siglo XI está constituido por pequeñas piedras dispuestas en hileras más o menos exactas. En el centro hay una gran puerta de arco de medio punto de época posterior. Hay dos puertas más del siglo XI en los dos ángulos, tabicadas, ambas con arco de medio punto formado por pequeñas dovelas y jambas de piedra trabajada.
Claustro superior
Fue construido en la segunda mitad del siglo XVI para hacer frente a las necesidades de espacio del cenobio. En las galerías del nuevo piso se encuentran también arcos de medio punto que descansan sobre capiteles toscanos sostenidos por esbeltas columnas. Estas influencias del Renacimiento italiano fueron posiblemente introducidas por los abades de este de origen que rigieron la abadía en la época. Las galerías están cubiertas con un entramado de vigas de madera.

#### Capiteles

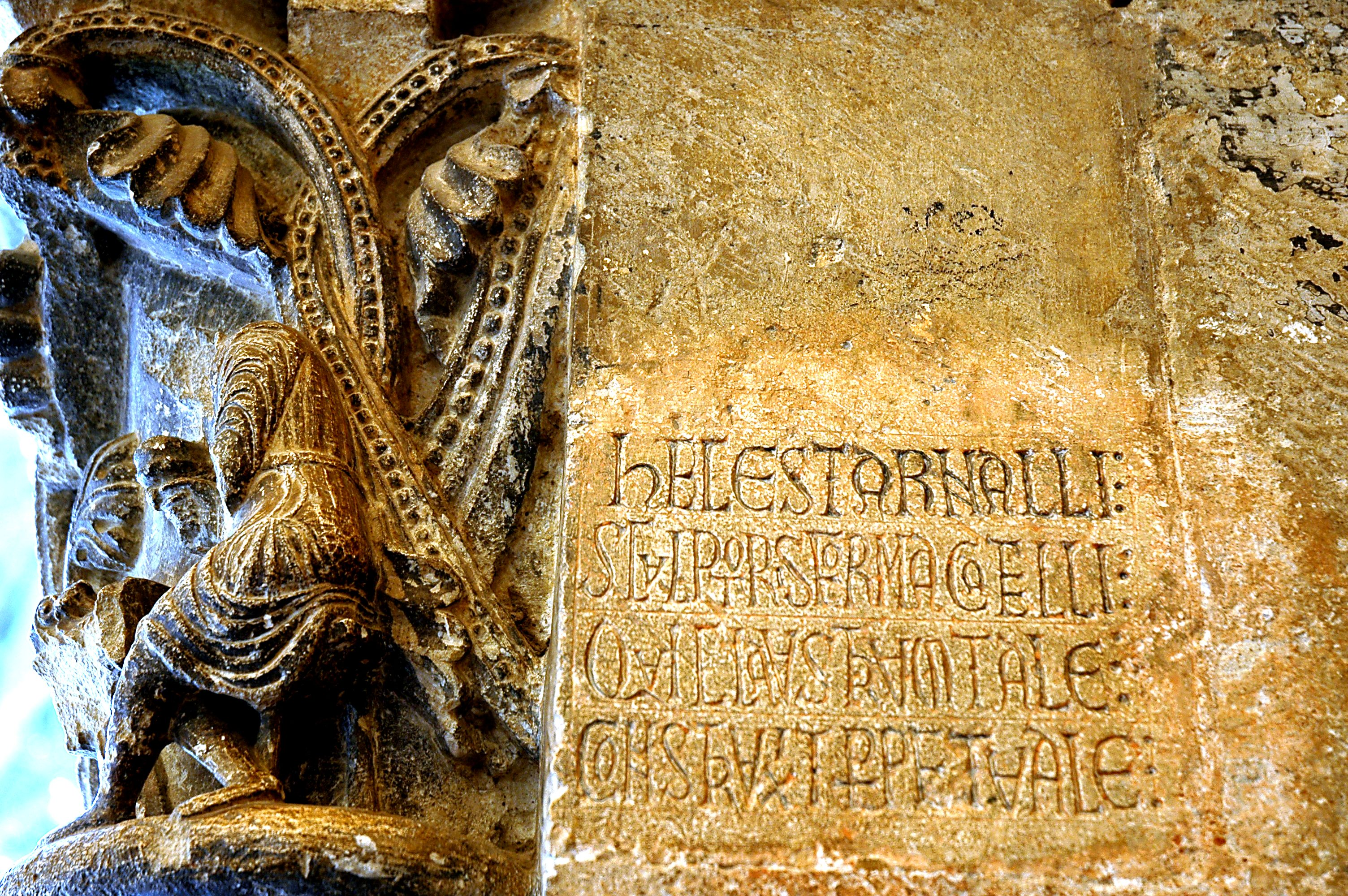
Detalle de un capitel de Arnau Cadell con su firma

Los 145 capiteles del claustro (se puso uno extra porque vieron que si no se les derrumbaba), de estilo románico, fueron esculpidos utilizando piedra de la cantera de Montjuic y sus columnas con piedra proveniente de Gerona. Se pueden distinguir dos fases en su confección: la primera realizada hacia finales del siglo XII que engloba las galerías de levante, poniente y norte; la segunda, probablemente de principios del XIII, correspondería a los capiteles del ala meridional.
Cabe destacar que el autor, Arnau Cadell, firmara su obra y además se autorretratara en uno de los capiteles con la figura de un escultor trabajando en un capitel corintio. La firma se encuentra en forma de inscripción donde se puede leer en latín:

HEC EST ARNALLI

SCULTORIS FORMA CATELLI

QUI CLAUSTRUM TALE

CONSTRUXIT PERPETUALE

Si se tiene en cuenta que la ejecución de un capitel solía requerir unos cinco días de trabajo sería posible que Arnau Cadell hubiera realizado toda la obra. Aun así parece difícil que fuera el único escultor del claustro y un análisis cuidadoso de la ejecución revela la participación de más personas. Se cree que en realidad fue el autor solo de la galería donde se encuentra la inscripción. La galería contigua a la iglesia es donde se notan más las diferencias de estilo. Tampoco parece que Arnau fuera un monje, ya que los religiosos firmaban indicando esta condición junto al nombre, o al menos no lo era mientras realizó la obra, y en la escena mencionada de su capitel, un monje le acerca un recipiente que podría aludir a la provisión de suministros básicos al artista a cargo del monasterio.
Según la temática, existen dos tipos de capiteles: los decorativos, con temática vegetal y animal, con representaciones que no parecen tener ningún significado evidente, y los narrativos, con escenas interpretables y figurativas, la mayoría vinculados al cristianismo o escenas monacales.
Los capiteles vegetales están esculpidos básicamente por tallos entrelazados y palmas. Los de temática animal, bastante abundantes, incluyen sirenas, el peces, el grifos, leones, águilas, dragones y pájaros.
Muestra de capiteles figurativos
| Imagen                                                       | Nombre                                                       | Descripción | Localización                                     |
| ------------------------------------------------------------ | ------------------------------------------------------------ | --- | ------------------------------------------------ |
| Monjes dirigiéndose a la celebración de las horas litúrgicas | Monjes dirigiéndose a la celebración de las horas litúrgicas | Es una escena monacal con ocho monjes. Uno de ellos toca la campana llamando a la oración y los personajes se mueven en dirección este-oeste hacia una puerta que se abre en un ángulo. Dos de ellos llevan un libro, símbolo de las escrituras. Otro dos llevan un pergamino extendido, representación de la palabra de Dios. Dos aparentemente no llevan nada y dos más llevan objetos difíciles de identificar. El templo se representa simbólicamente con cuatro torres insertas en la abertura de la hornacina y la puerta de entrada mencionada. | Es el octavo capitel interior del ala norte      |
| Lavado de pies de Cristo a los apóstoles                     | Lavado de pies de Cristo a los apóstoles                     | Representa la escena que describe el evangelio de san Juan antes de la Última Cena. Hay ocho apóstoles sentados mostrando un pie. Dos apóstoles traen un barreño y agachado, enjuga el pie de san Pedro, que se identifica por su actitud contrariada. Como símbolo, en cada cara se representa una cruz latina que suele configurar los templos y las torretas en cada ángulo. Es la representación del macrocosmo en un reducido microcosmo. | Es el decimoquinto capitel interior del ala este |
| Ciclo de la infancia de Cristo                               | Ciclo de la infancia de Cristo                               | Representa la natividad de Jesús. En una imagen se observa uno de los reyes magos que señala la estrella. En las otras caras hay un ángel con un pergamino, símbolo de la revelación todavía no manifestada. María muestra una actitud receptiva. La escena sigue con María en la cama con san José en una actitud pasiva. La siguiente muestra al niño Jesús en la cuna, recibiendo el calor del buey y la mula. Las torretas sugieren el templo. | Es el decimosexto capitel interior del ala este  |
| Psicomática o triunfo de las virtudes sobre los vicios       | Triunfo de las virtudes sobre los vicios                     | El triunfo de las virtudes se representa con siete figuras femeninas coronadas, vestidas con cota de malla, portando escudos y espadas, aplastando unos pequeños higos que representan los vicios. La cota de malla es simbólicamente la defensa espiritual de las siete virtudes. En una cara hay una octava figura vestida según la época y sin armas, sostiene un libro para simbolizar el valor de las virtudes. | Es el decimoséptimo capitel interior del ala sur |
| Músics i joglars                                             | Músicos y juglares                                           | Cuatro músicos en el centro de cada cara tocan crótalos y dulzainas. En los ángulos, cuatro juglares, boca abajo, apoyan las manos en el collarín y los pies del denticulado. Este tipo de capitel, muy común a los claustros catalanes, se interpreta muy diversamente, pero parece aludir a los peligros que supone la frivolidad de la vida licenciosa que se atribuía a los funámbulos. | Es el undécimo capitel interior del ala este     |

### Exterior

#### Cabecera

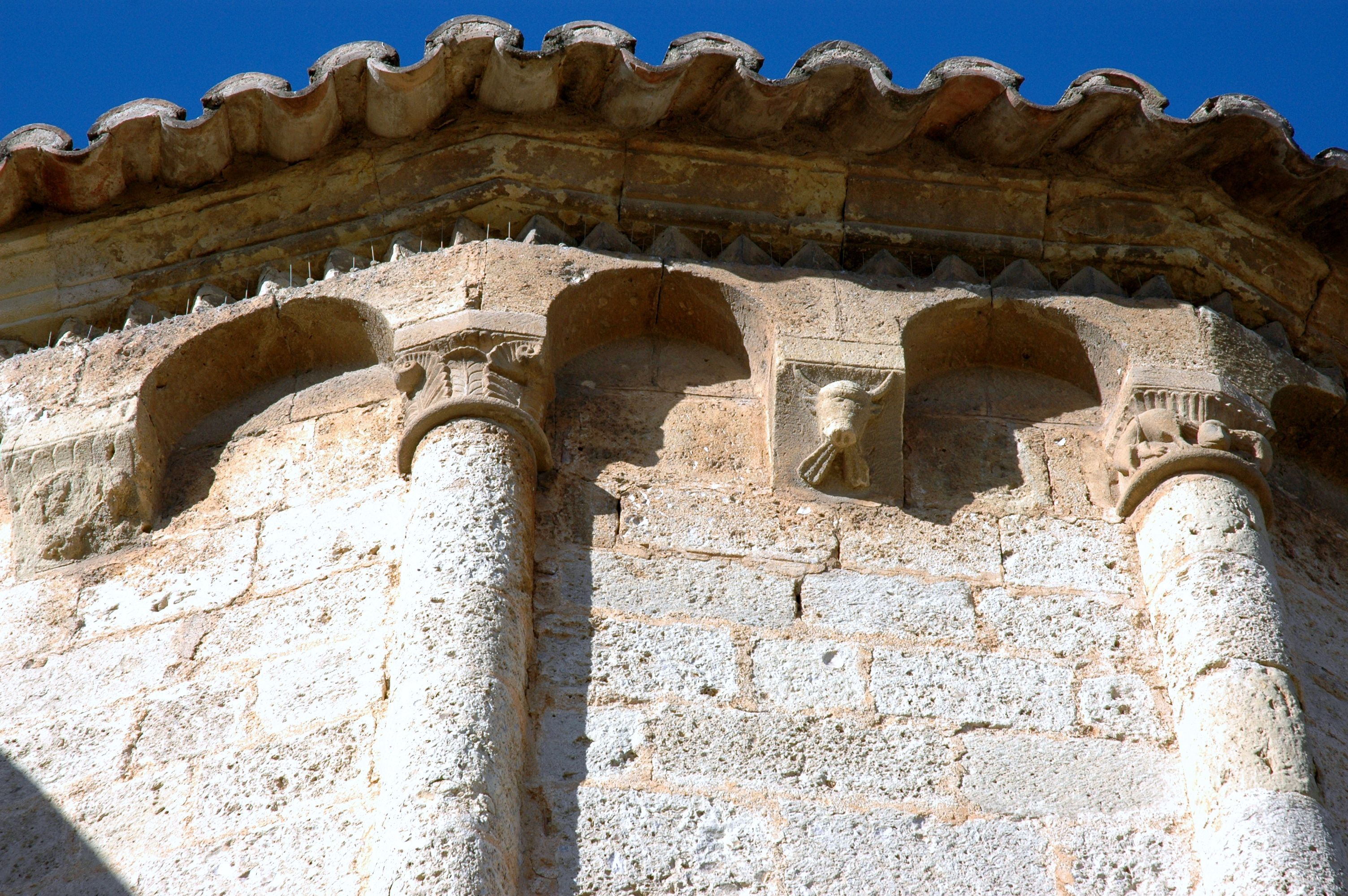
Detalle de la decoración de los ábsides. Las columnas están adosadas. De la decoración de los capiteles destacamos las hojas de acanto a la izquierda y en la derecha animales provenientes probablemente de un bestiario. Entre las dos columnas se aprecia un modillón o canecillo decorado con la cabeza de un bovino

La cabecera se construyó en el siglo XII y pertenece al segundo románico con sillares regulares y cuidadosamente ajustados. Los tres ábsides están asentados sobre los restos de la anterior fortaleza romana, perfectamente visibles. Los arcos de la cornisa empiezan en ménsulas decoradas con columnas a intervalos regulares con capitel y base empotradas a lo largo de las aristas de los ángulos que forman un perímetro poligonal. El ábside lateral, que corresponde a la nave izquierda de la iglesia, no posse ningún tipo de decoración. Las ventanas, casi aspilleras, están decoradas con pequeñas columnas con base y capitel que sostienen arquivoltas.
Se observa que el gran ventanal abierto en el centro del ábside central es posterior y debió sustituir a una pequeña ventana de las mismas dimensiones que las otras siguiendo con la tendencia goticicante del resto. Seguramente se añadió en el siglo XIII.
A la derecha de los ábsides empiezan los edificios del ala de levante del claustro, el primero de ellos la sala capitular. En el ángulo izquierdo se encuentran los restos de una torre esquinera del Castrum Octavianum y la antigua capilla rectangular de Tots els Sants, actualmente reconvertida en sacristía. El muro de levante está iluminado por un ventanal románico y dos ojos de buey, uno de los cuales está tapiado, seguramente barrocos. Sobre la capilla se levanta el primer tramo de la nave donde se abre un ventanal con la complejidad decorativa propia del final del románico.

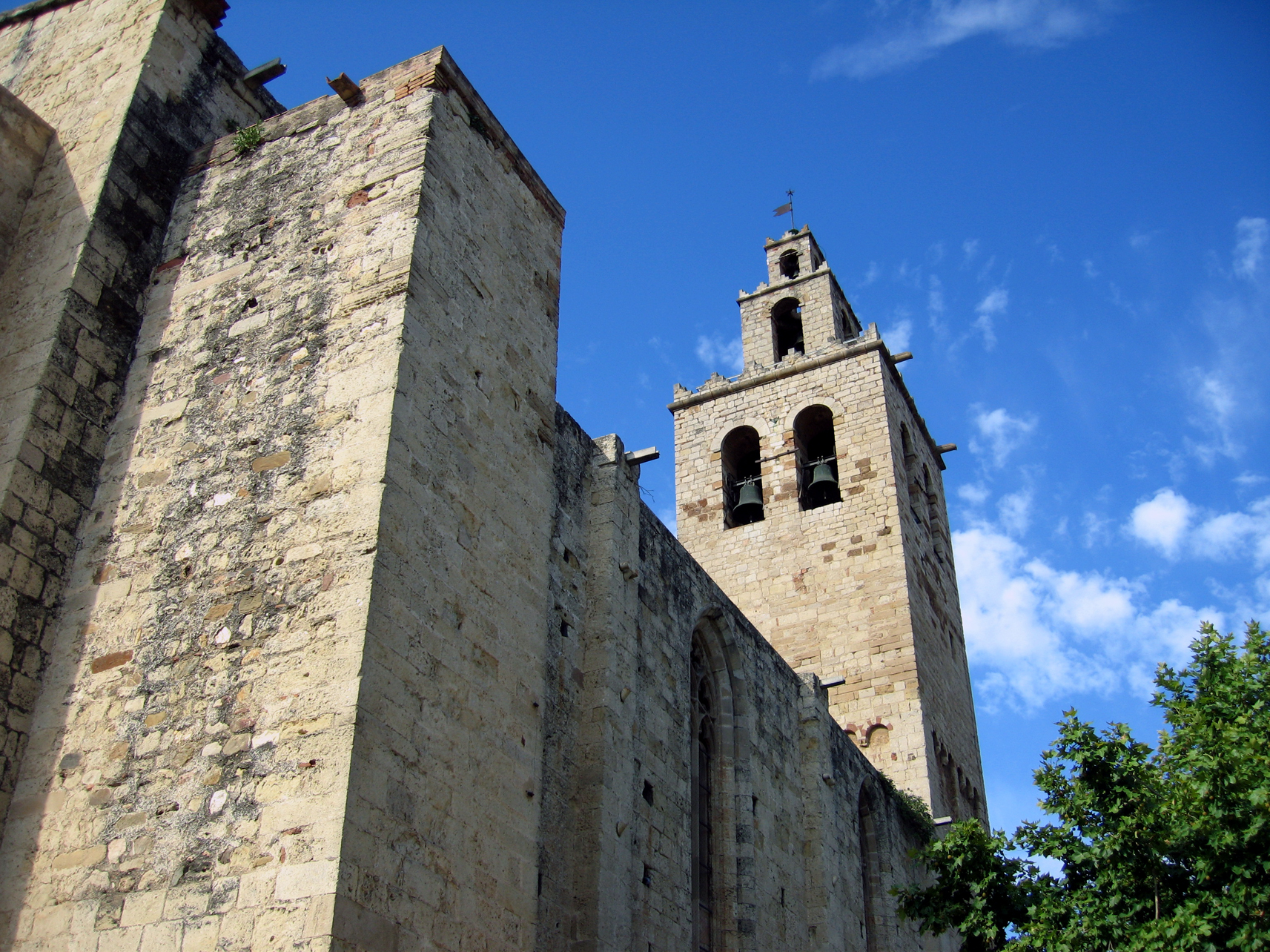
Detalle de uno de los contrafuertes situados en el ángulo de la fachada principal

#### Fachada lateral
La base cuadrada del campanario de la iglesia del siglo XI, separa claramente la unidad románica de la cabecera con la zona gótica del lateral de levante y la fachada. Son posteriores, de entre los siglos XVI y XVIII, los tres pisos superpuestos que alojan las campanas y que no presentan lesenas como si ocurre en el primer piso románico.
En este zona gótica, destacan los tres ventanales embellecidos con una cierta complejidad y que corresponden a las tres capillas laterales del siglo XIV. Parece que estas capillas fueron anteriormente una cuarta nave que, al compartimentarla, restó luminosidad al interior del templo. Entre las ventanas se observan los extremos exteriores de los contrafuertes que sustentan los arcos y ojivas de la nave.
En el ángulo con la fachada principal hay dos grandes contrafuertes, no del todo justificados arquitectónicamente, que apoyan a las capillas laterales.

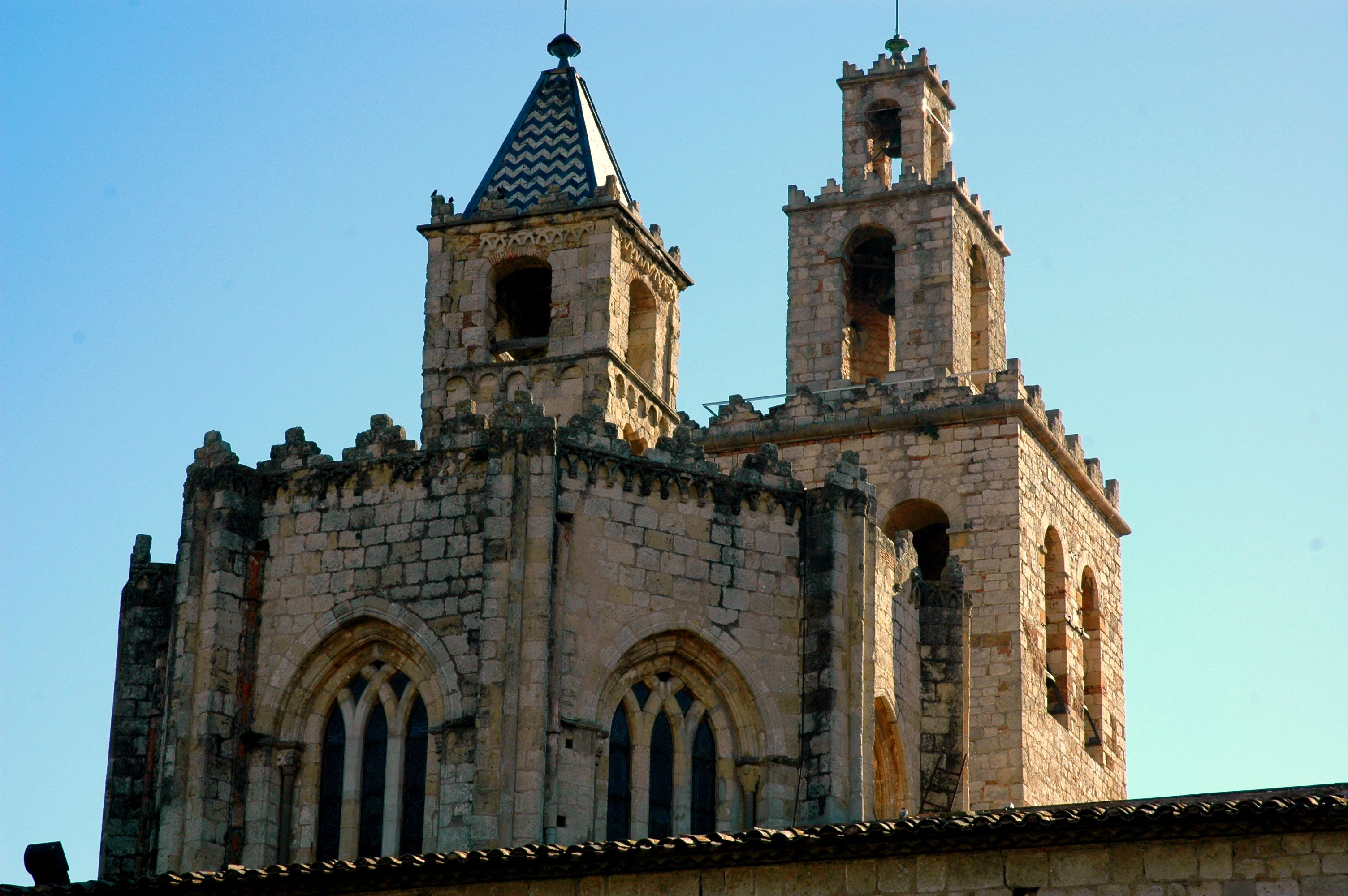
El cimborio visto desde el claustro

#### Cimborrio
El cimborrio se presenta como un edificio prismático de ocho caras en cada una de las cuales hay un gran ventanal. Cada arista está reforzada por un contrafuerte. Es una obra de principios del siglo XIII, con las características del último periodo del románico, pero con amplias aperturas que muestran una transición al gótico.
Está coronado por un pequeño campanario de dos pisos con un friso de horquillas intercaladas. Son posteriores a la época la cubierta piramidal de baldosas vidriadas que lo corona y las almenas escalonadas acabadas en punta que abundan en todo el monasterio.

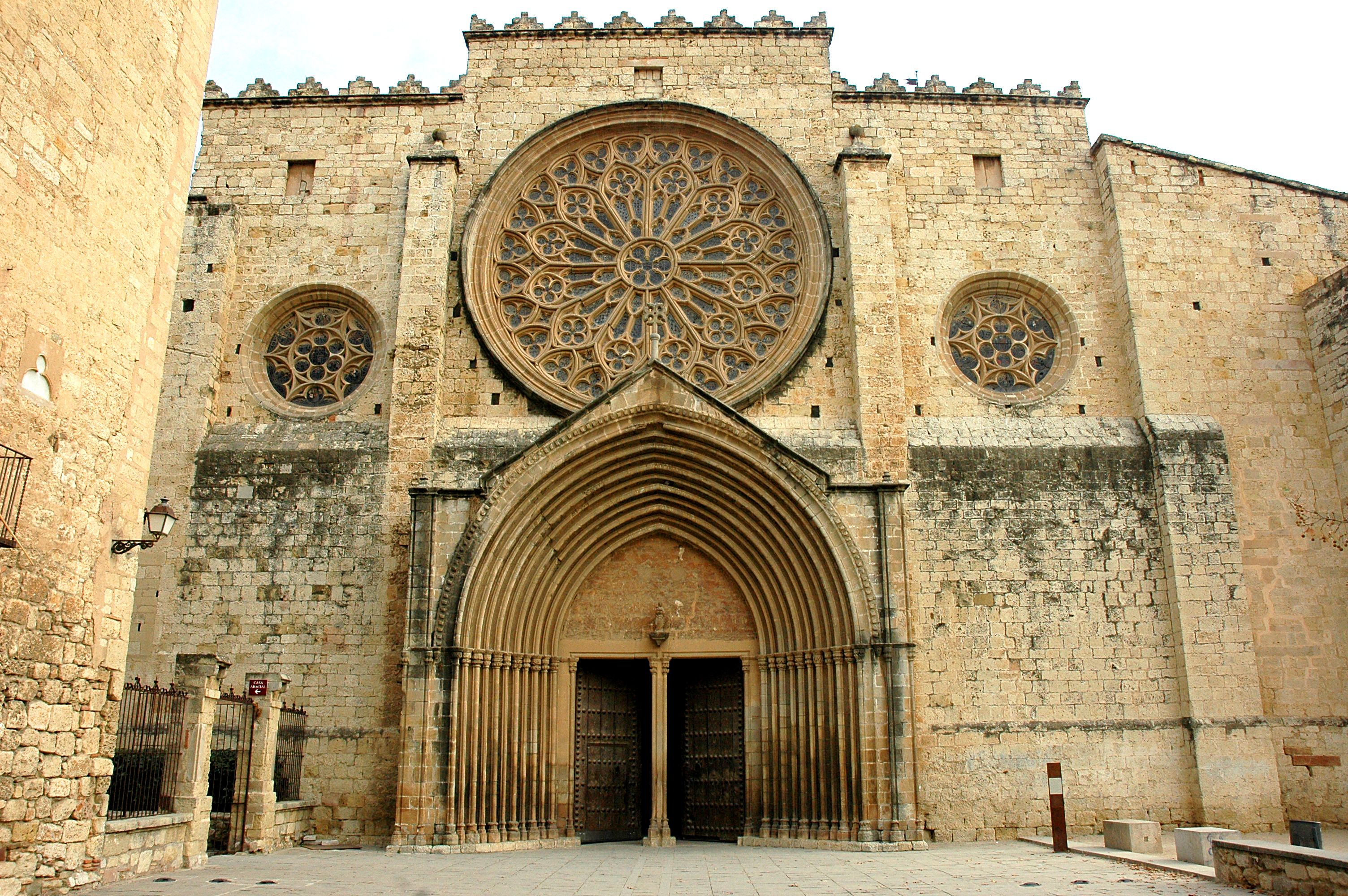
La fachada principal

#### Fachada principal
La fachada, construida en la primera mitad del siglo XIV, refleja las tres secciones de las tres naves, algo más alta la central. Destaca el gran rosetón decorado con tracería (algo común en el románico y gótico), con unas dimensiones de 8,2 m de diámetro, que ilumina la nave central, con figuras que recuerdan el aspecto de flores y otros vegetales. Cuenta con otras tres aperturas (vanos): dos óculos laterales que corresponden a las naves laterales, y la puerta principal.
La portada está formada por arcos ojivales en degradación, sobre capiteles insertados en columnas. Está coronada por un tímpano en el que, en sus orígenes, había una pintura con la epifanía y que aún se intuye. La rosa izquierda permaneció oculta por el edificio del archivo hasta que este fue derrocado a principios del siglo XX. Destacamos también su parteluz y jambas como elementos sustentantes del dintel y arco respectivamente.
Ciertas modificaciones se incorporarán más tarde como el gablete del portal o contrafuertes a ambos lados del rosetón.

### Interior

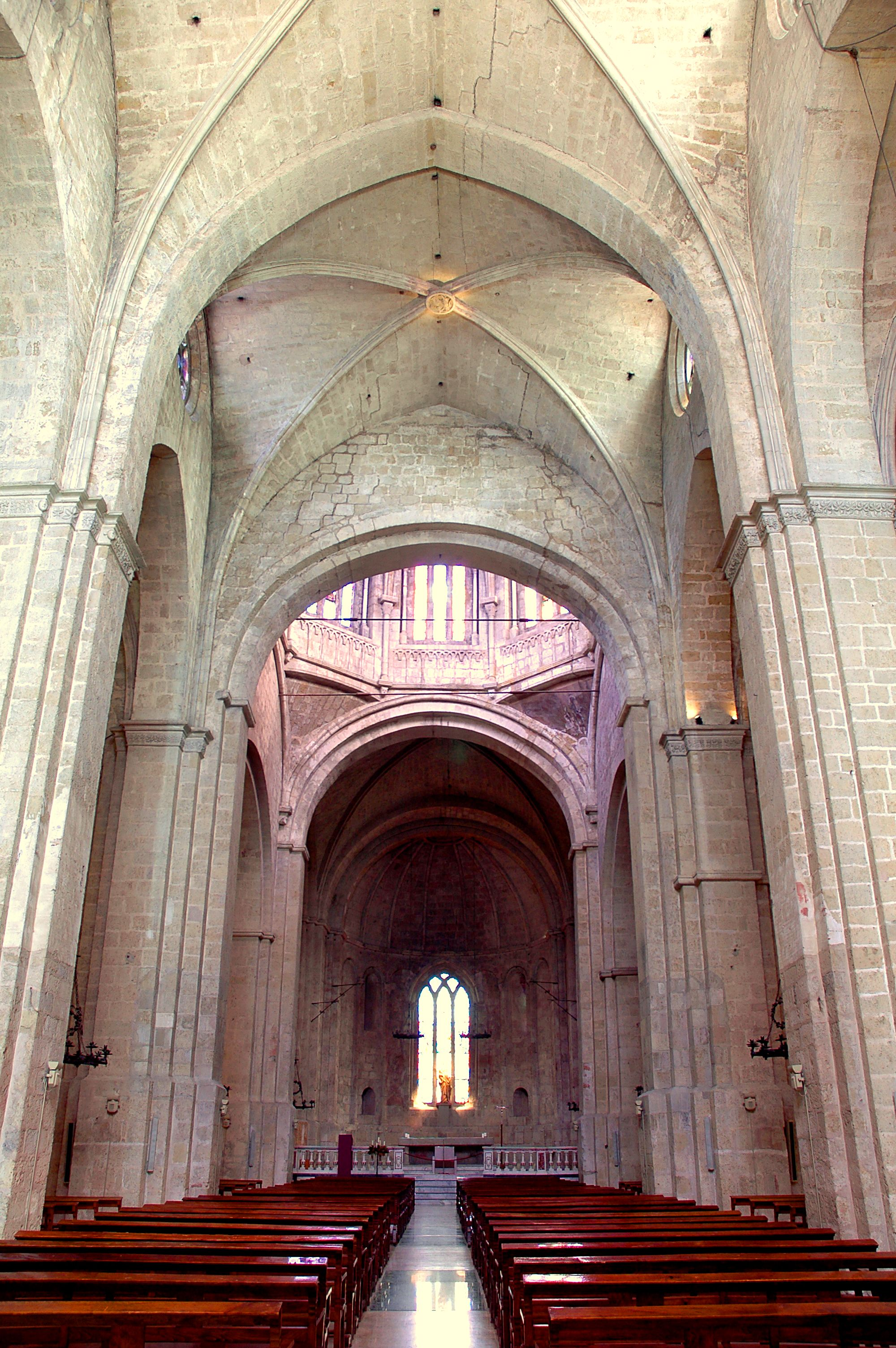
Nave central

El interior, con tres naves de alturas muy igualadas, y tres ábsides, fue construido entre los siglos XII y XIV. Iniciado con estilo románico, fue acabado en estilo gótico, con la construcción de una cúpula y de un cimborrio octagonal en el crucero, mientras que en las cubiertas, las bóvedas están sostenidas por columnas adornadas con elementos vegetales.
La primera impresión que se obtiene al entrar es de sobriedad y sencillez. La decoración es mínima y la iluminación discreta, sobre todo en la cabecera románica, sólo con la luz del ventanal del ábside central.
Hay que añadir que la desnudez se ve incrementada por la ausencia del coro, desmontado en 1911, y por la decoración pictórica que seguramente animaba numerosos lugares del templo si tenemos en cuenta los restos que se han encontrado.

#### Ábsides y presbiterio
Las tres naves culminan en tres ábsides; el central más grande y discretamente decorado tiene planta poligonal. Los laterales son muy simples y en semicírculo. Las aperturas son aspilleras salvo el gran ventanal del central. Una moldura resigue los tres ábsides entre la vuelta y el muro.
En 1798, el abad Josep Gregori de Montero cerró el presbiterio con una balaustrada de mármol blanco y rojo donde se repite la fecha de la obra y el escudo del promotor. Detrás del altar hay una estatua de san Cucufate (1942) del escultor Enric Monjo.
Retablo de Todos los Santos

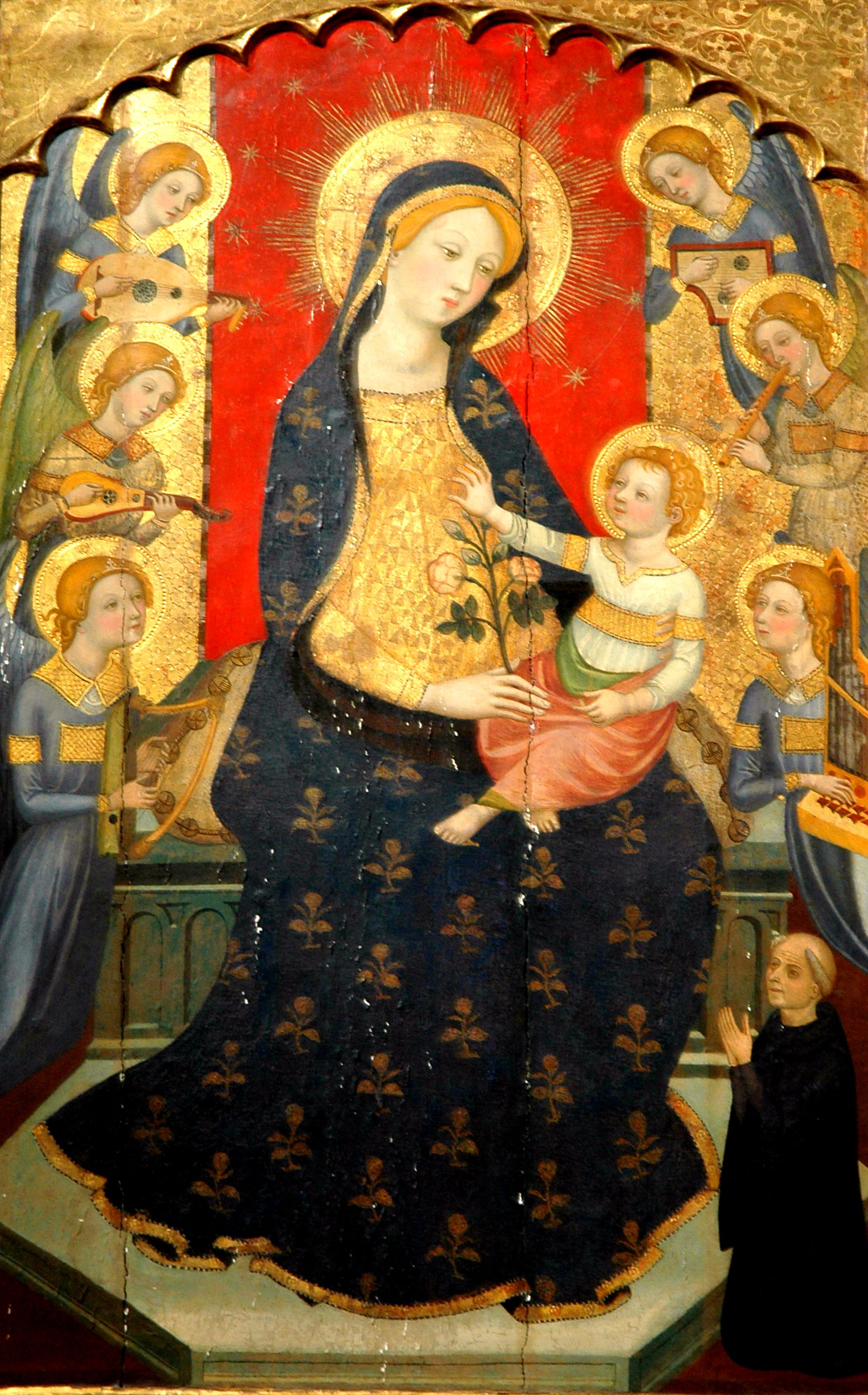
Detalle del retablo de Pere Serra de final del. Virgen entre ángeles y el abad de rodillas

En el ábside de la derecha está el retablo de Santa María de todos los Santos (año 1375), atribuido a Pere Serra, que pertenece a la fase italogótica de la pintura catalana. Se lo llama retablo de Todos los Santos por el gran número que aparecen. En el año 1980 se repuso proveniente del Museo Diocesano de Barcelona.
En 1835 el retablo estaba instalado en la sala capitular del monasterio, haciendo ostentación de su colorido, muy conservado a través del tiempo. Su construcción y la pintura son idénticos a los otros retablos de Todos los Santos, como el de Santa María de la Aurora de Manresa y el de la Virgen del monasterio de Pedralbes, pintados por Pere Serra durante la segunda mitad del siglo XIV o a principios del XV. El donante del retablo, representado por una figura arrodillada al pie de la Virgen en el compartimento central, podría ser el abad Jaume de Montcorb (1411-1415) o Bernat Estrua (1416-1419).
Las figuras están distribuidas según un orden jerárquico: en el centro se encuentra la Virgen entre ángeles, a ambos lados se disponen las figuras según series de jerarquías. La obra está coronada por el calvario.
Los personajes del retablo representan la procesión que se celebraba por la fiesta de Todos los Santos, y el orden que había que guardar. Este orden jerárquico es el mismo que se seguía en las oraciones de los nocturnos en el antiguo oficio de la fiesta. Se ha insinuado la idea que en el retablo se representan los numerosos santos y mártires de los cuales el monasterio poseía reliquias. El retablo ocupaba el altar de la capilla del extremo románico de la cuarta nave del templo, hoy ocupado por la sacristía, que el abad Guerau de Clasquerí (1277-1294) había mandado edificar en el año 1291. En la misma capilla fue pintado, también a primeros del siglo XV, quizás en tiempo del abad Berenguer de Rajadell (1398-1408), el Miracle Romanum, del artista bretón Joan Melch, que se encuentra en el Museo Británico de Londres. La cuarta nave del templo fue cerrada en el siglo XVIII, bajo el mandato de Bonaventura de Gaiolà i de Vilosa (1746-1782). El sitio ocupado por la capilla de Todos los Santos fue destinado a sacristía y el altar se trasladó cerca de la entrada de la iglesia, a la pared de la derecha.
El idealismo domina la obra, con figuras que no se encuadran en ningún ambiente o paisaje y ajenas al tiempo histórico y al espacio geográfico. A pesar de ser de época gótica, estas características todavía son reminiscencias románicas. La influencia italiana se observa en los fondos dorados, en los colores vivos y en el dibujo con deliciosas curvas.
En el ábside izquierdo se encuentra la imagen románica del siglo XII de la Mare de Déu del Bosc que proviene de la antigua ermita de Sant Adjutori y venerada durante siglos en la comarca y por los hortelanos de Barcelona. En el muro se encuentra la antigua sepultura de Ferran Folch de Cardona i d'Anglesola (1571), almirante de Nápoles, duque de Somma y conde de Obieto y Palamós, trasladada por su hijo y sucesor al insigne Panteón del Monasterio de Bellpuig.

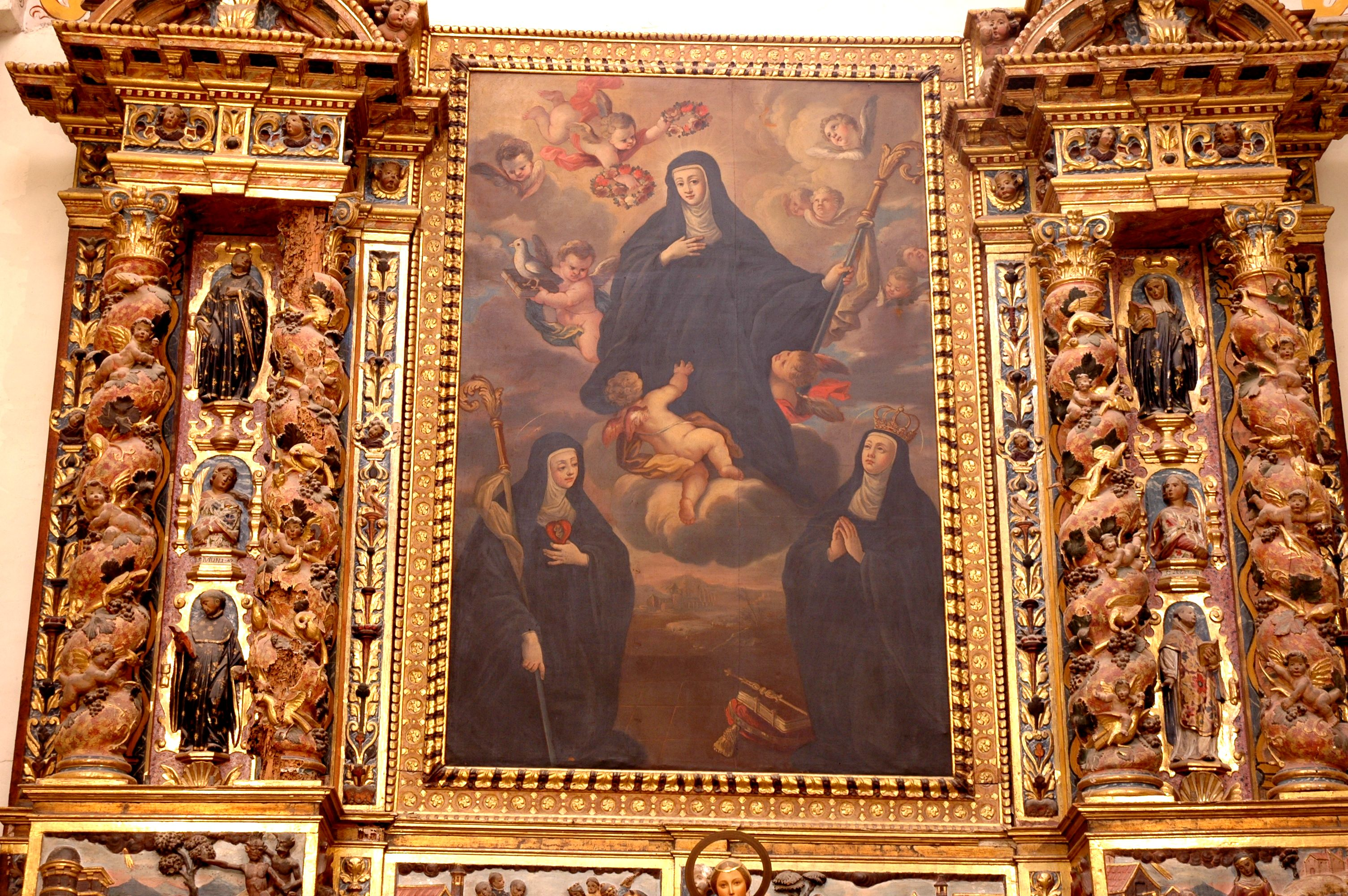
Retablo de santa Escolástica

#### Capillas laterales
Las capillas laterales fueron construidas al mismo tiempo que la parte adyacente del templo, en el siglo XIV, aprovechando los contrafuertes de la pared de la nave central derecha. Esta serie de capillas fueron transformadas y decoradas posteriormente con la efusión propia del estilo barroco. Conservan restos de decoración pictórica. Los esbeltos ventanales de origen, no se pueden ver desde el interior, debido a las mencionadas superposiciones.
Capilla de santa Escolástica
La preside el retablo de santa Escolástica del siglo XVII. La parte superior fue destruida en 1936. También alberga un cuadro de san Medir, que formaba parte del mismo retablo, y una pila bautismal del siglo XVI, proveniente de la antigua iglesia parroquial de Sant Pere d'Octàvia.
Capilla de san Benito

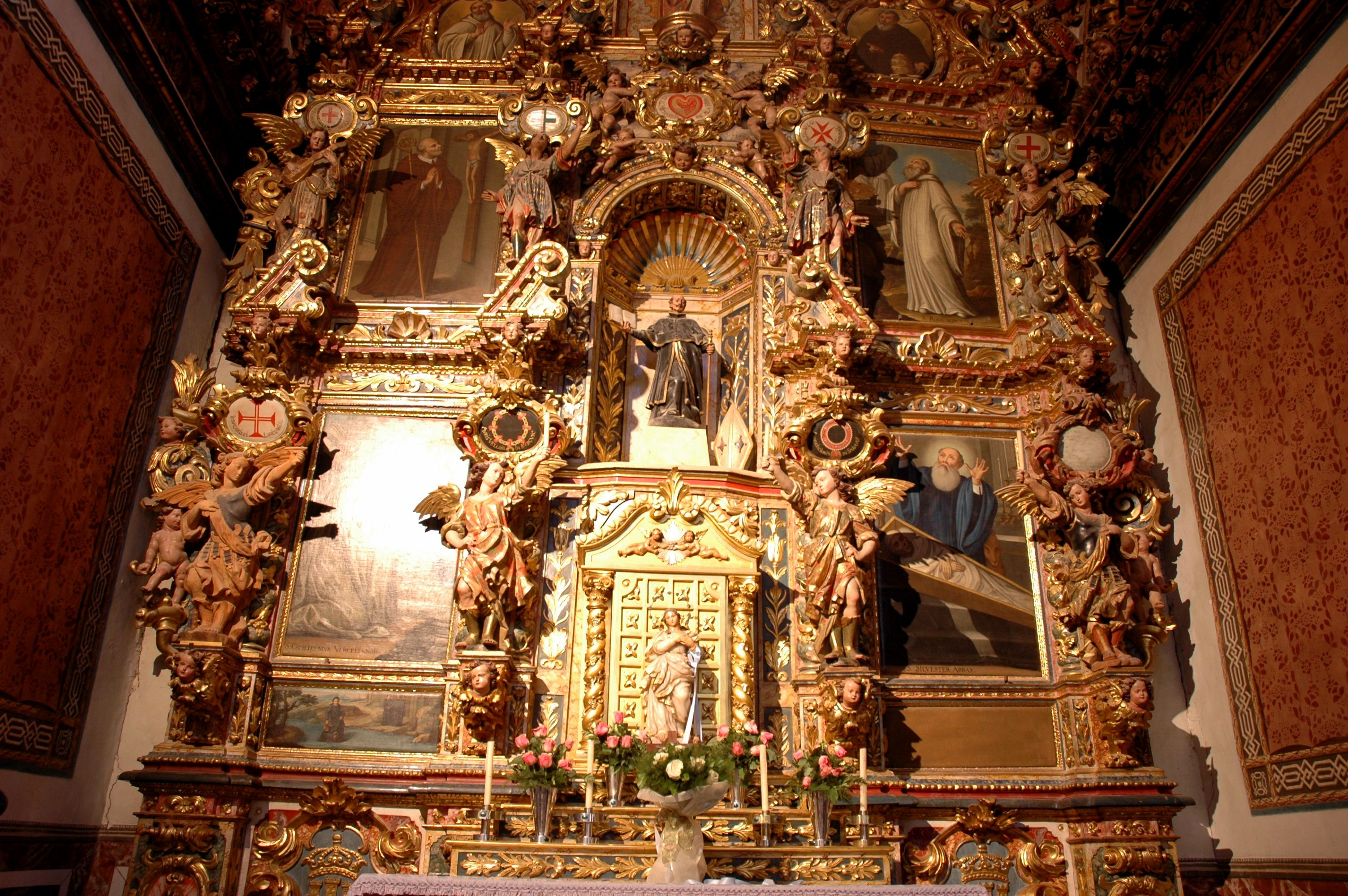
Retablo de san Benito

En ella se encuentra el retablo dedicado al fundador de la orden que siguió el monasterio, san Benito, obra de los escultores Francesc Santacruz i Artigues y Francesc Santacruz i Gener, padre e hijo, y de Josep Sala i Gener, hijastro del primero, que trabajó en él en el año 1688 . La imagen central representa a Benito de Nursia, rodeado de escenas que describen diferentes momentos de su vida. En el año 1735, el pintor Joan Grau realizó las pinturas del retablo que junto con otros de la capilla completaron el conjunto. Hay que apreciar la figura central de la capilla: el Tránsito o la Glorificación de san Benito con el gran escudo del monasterio con el castrum coronado y rodeado de ángeles. El techo de la capilla de san Benito es obra del pintor Pasqual Bailon Savall.
Capilla de san Bartolomé
En la capilla se expone el retablo de san Bartolomé y en frente una imagen de la virgen de Montserrat. También destaca en ella un vitral de san Jorge.
Capilla de la Piedad

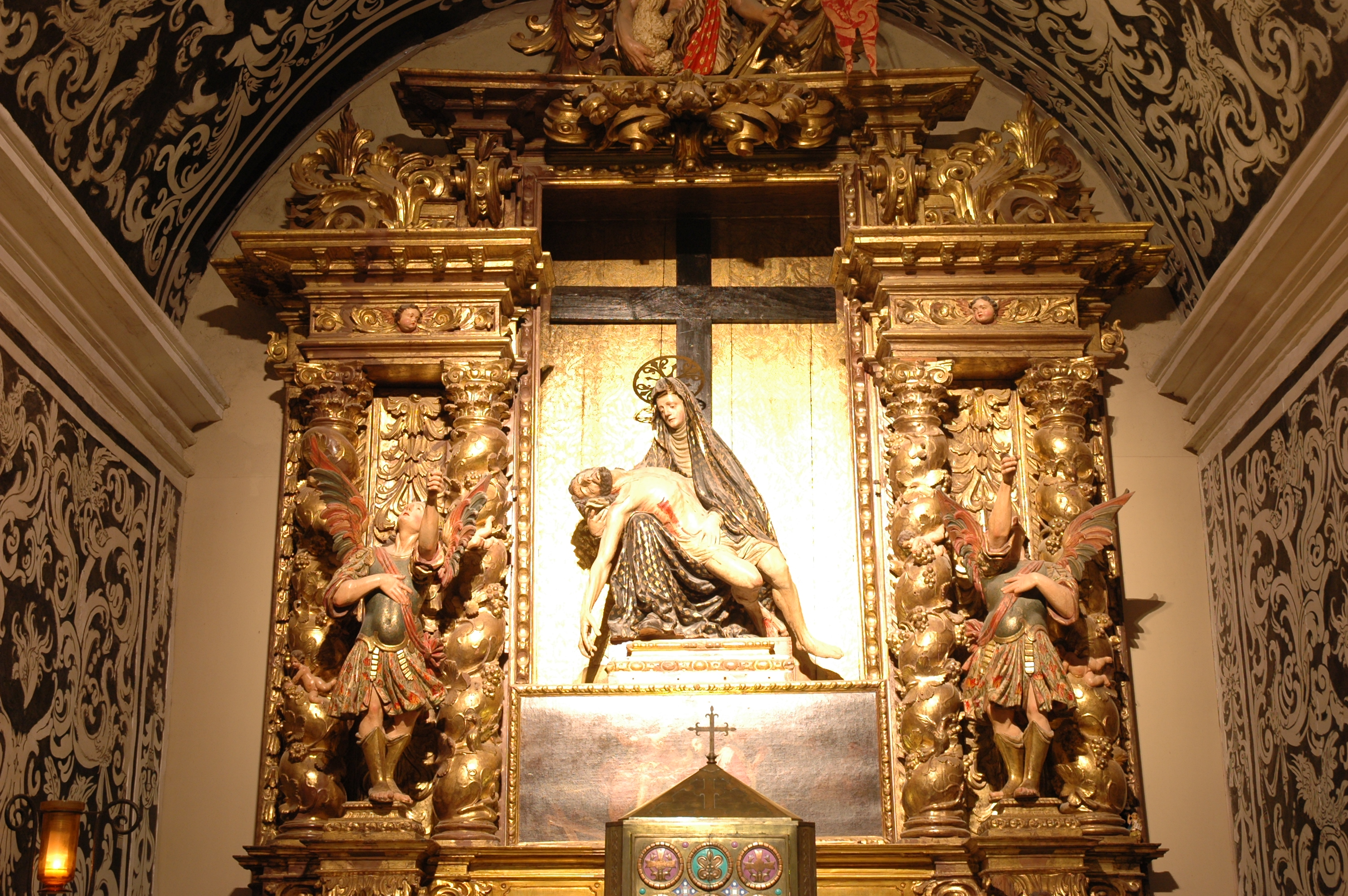
El retablo de la Piedad, obra de Josep Sala i Gener

Es una capilla abierta situada en la base del campanario y de la época del antiguo templo románico. Era la antigua capilla mortuoria de los monjes y se encuentra bajo el órgano. El 15 de febrero de 1706, el pavorde mayor del monasterio encargó a Josep Sala i Gener la construcción del pequeño retablo de la Piedad, que todavía se conserva. El contrato exigía que se tenía que hacer en seis meses junto con una Nuestra Señora de Dulto, bajo la invocación de la Piedad, según el modelo que le ofrecían las partes firmantes. El retablo barroco se terminó dentro del plazo.
La restauración del órgano permitió realizar un estudio de las pinturas murales de la pared donde se sustenta. Estas pinturas fueron descubiertas en 1912, a causa de una reparación de la maquinaria del órgano, pero no habían sido objeto de ninguna investigación. Alberto Sierra data esta obra artística en el siglo XIII, dentro de lo que sería el gótico inicial, coetánea a las pinturas de la Conquesta de Mallorca del Palacio Aguilar de Barcelona. La capilla románica original fue dividida por la mitad, en altura, en el siglo XVI, para instalar el mencionado órgano, lo que originó la destrucción de buena parte de las pinturas existentes.
Para la construcción del órgano se contrató a Joan Masiques el 17 de octubre de 1526; de estilo barroco, quedó sin finalizar, en el siglo XX.

#### Retablos de la nave izquierda
Retablo de san Miguel
Es un retablo renacentista del siglo XVI en el cual se puede observar una imagen de San Miguel, dorada, rodeada por escenas de la vida de san Plácido y otros santos benedictinos, así como unas imágenes más modernas de san Antonio a la izquierda y una de san José a la derecha.
Retablo de Nuestra Señora del Rosario
Como el de san Miguel, es un retablo renacentista del siglo XVI donde se representan los quince misterios del rosario. Es de autor desconocido.

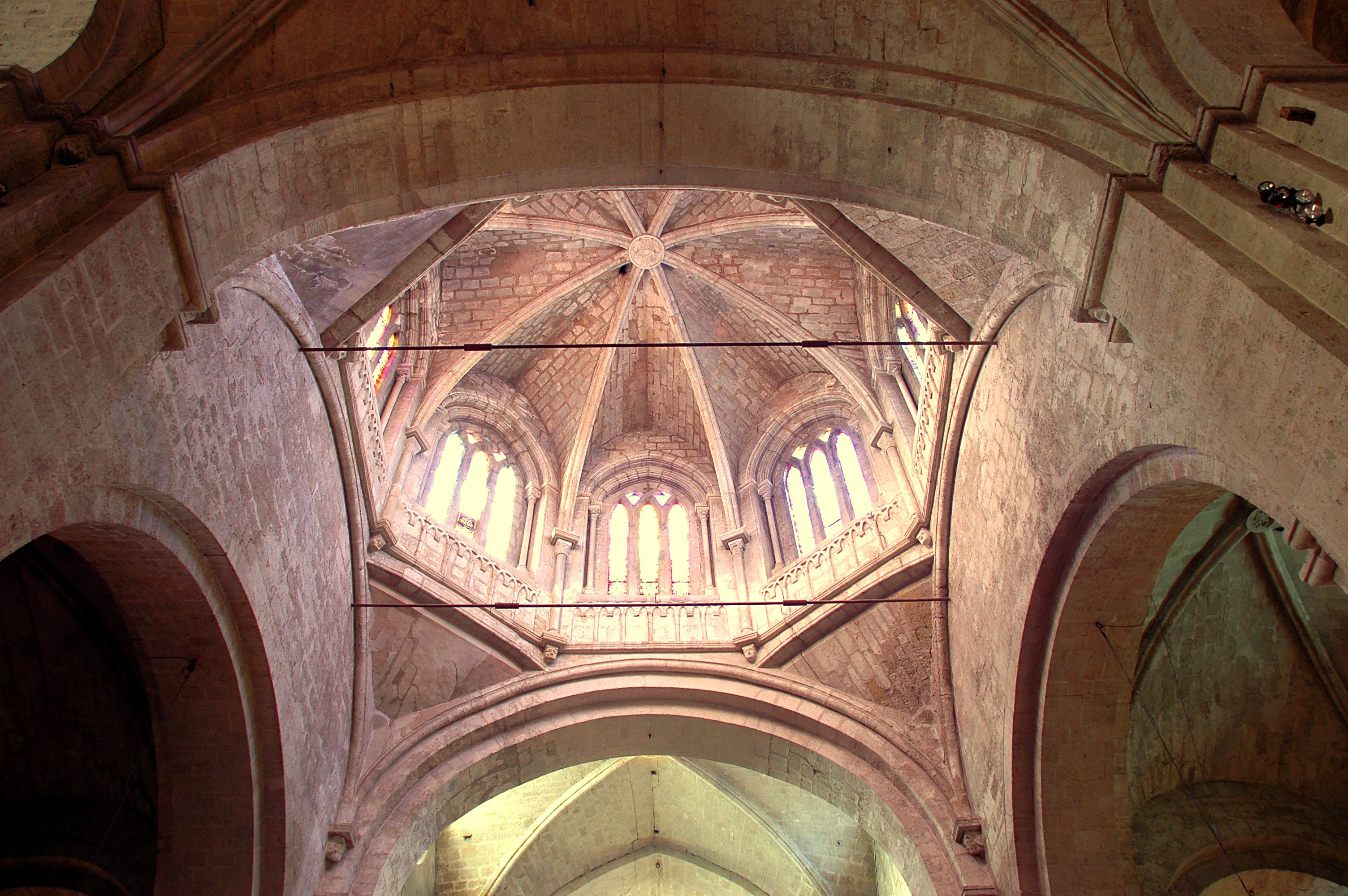
El cimborio, de planta octogonal y visto desde el altar, se alza sobre trompas. Se observan los diferentes vanos que permiten que la luz penetre el interior e ilumine el espacio del crucero. Se aprecia también como los diferentes nervios portantes descansan sobre pilastras o columnas adosadas

#### Cimborrio
El cimborrio se levanta sobre la parte central del crucero en forma de torre poligonal. Los cuatro pilares sobre los cuales descansa son los más gruesos del edificio y se disponen en cuatro arcos de medio punto. Para convertir la planta cuadrada a octogonal del tambor se utilizan las trompas.
Mientras que los nervios que cruzan las bóvedas de cañón de los ábsides simplemente están sobrepuestos sin ninguna función de apoyo, los ocho del cimborrio se apoyan encima cuatro ojivas que permiten albergar los ocho amplios ventanales góticos. Seguramente fue la última parte del templo construida en época románica y después de un periodo de inactividad se acabó el resto ya plenamente en estilo gótico.

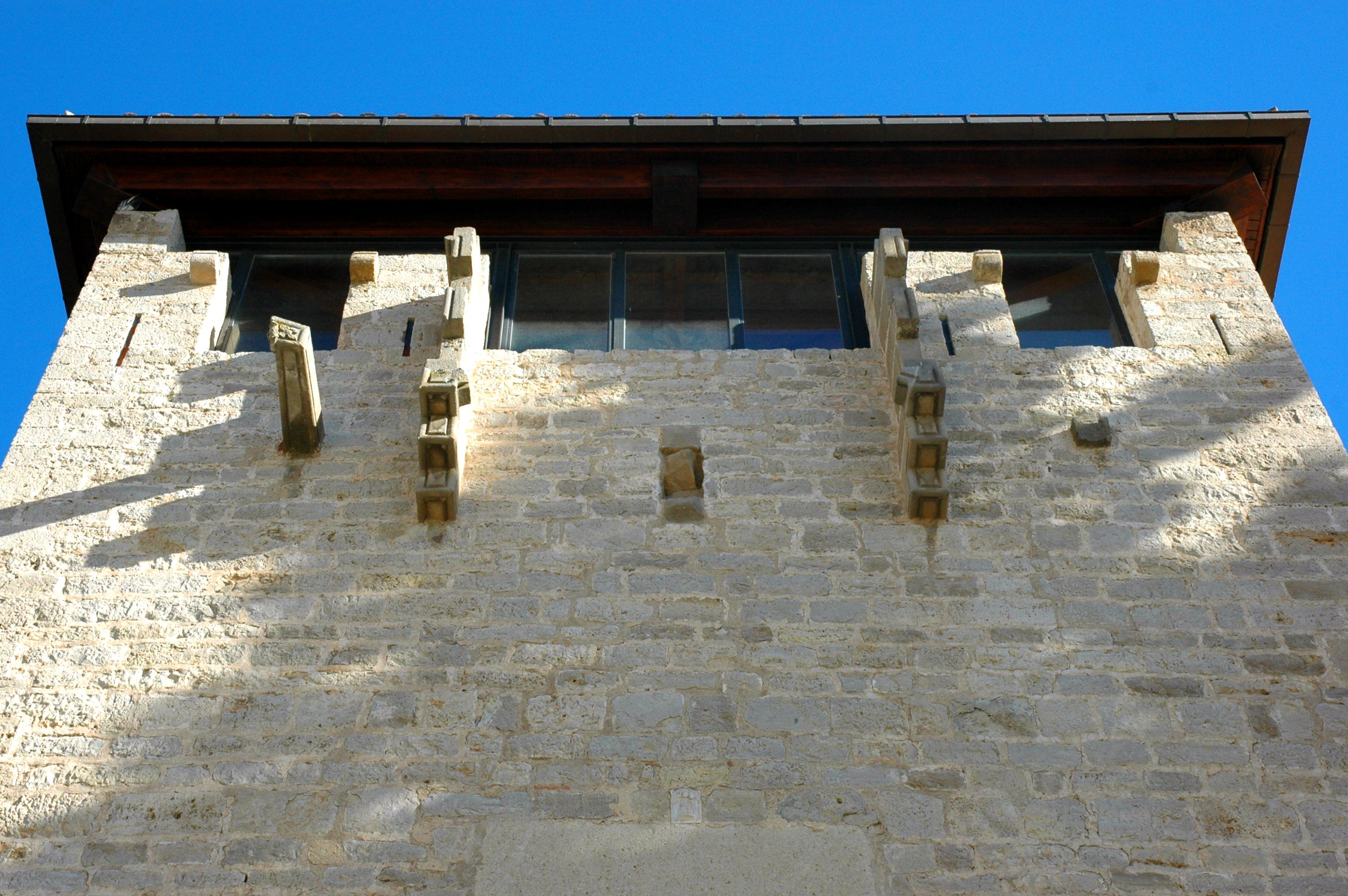
Detalle de los elementos defensivos de la torre el homenaje, con el matacán y los merlones convertidos en ventanas

### Palacio abacial
El palacio abacial se edificó originalmente en el siglo XIV aprovechando los restos de parte de las torres y murallas que rodeaban la abadía, y en el siglo XVIII se rehabilitó casi en su totalidad. Funcionalmente era la casa del abad y, a pesar de su aspecto de Casa Fuerte, es de carácter austero sin ningún detalle que demuestre lujo. Contemporáneamente es la casa del rector y acoge algunos servicios municipales.
En el exterior todavía se pueden observar los restos de la construcción defensiva. Concretamente la llamada torre de entrada o torre del homenaje muestra restos de un matacán encima de la puerta adintelada que servía para proteger la entrada. También es fácil observar los restos de las almenas en la parte superior de las fachadas, algunas reutilizados como ventanas. Estas almenas van acompañados de unos bloques de piedra que sobresalen y que sustentaban unos porticones que protegían los espacios entre almenas.
El interior presenta el aspecto de una casa señorial catalana de los siglos XVII-XVIII pero subsisten restos del edificio primitivo del XIV. Cabe destacar dos arcadas, en una sala del ángulo sudeste de la planta baja, que conservan parcialmente una decoración pictórica.

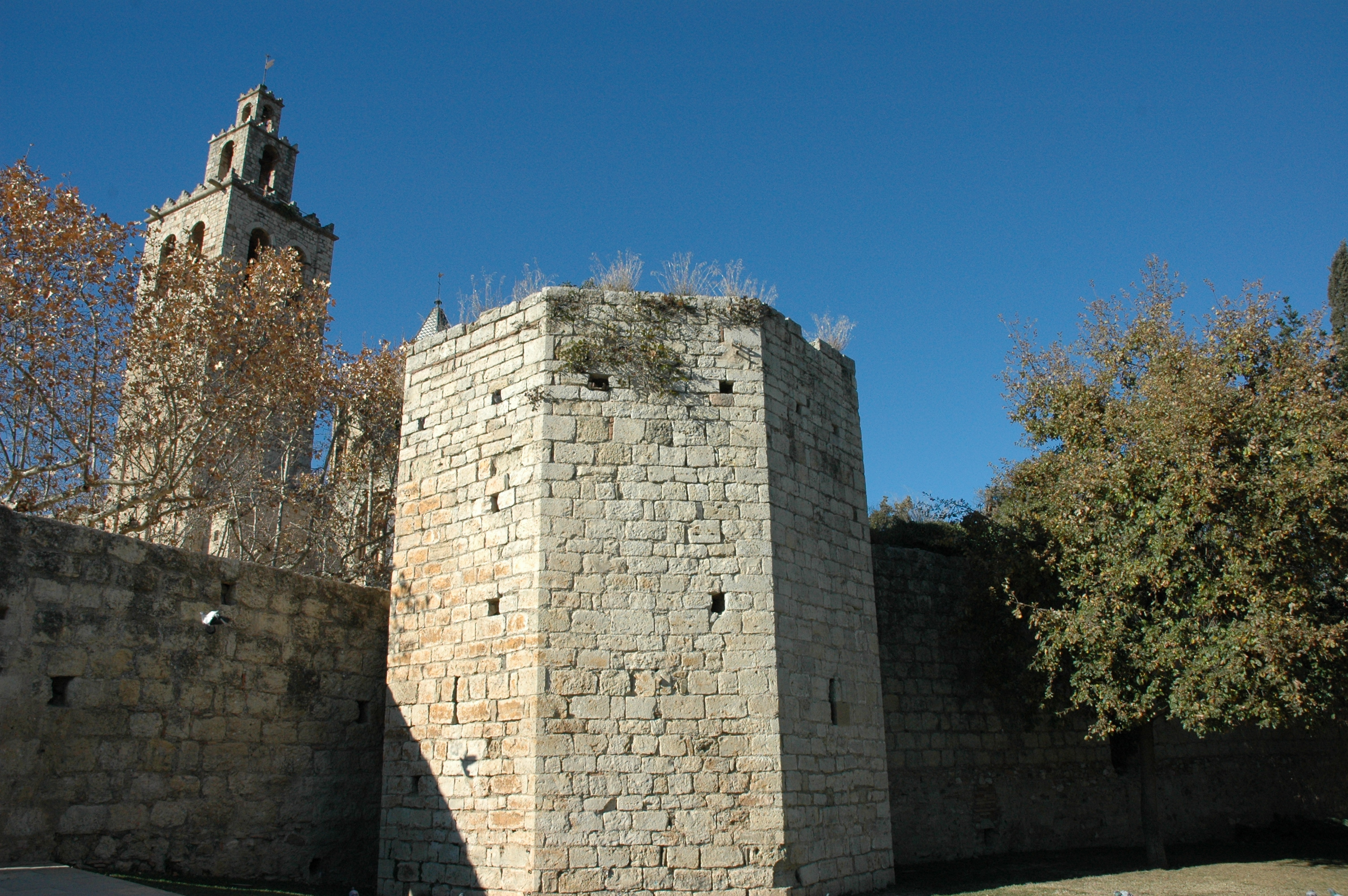
Detalle de una torre de las murallas de levante

### Murallas
Se conservan restos de las murallas construidas a finales del siglo XIV, época en que las frecuentes guerras conllevaban una sensación de inseguridad pública generalizada. Las más conservadas son las de la zona levante del monasterio, en la parte de la cabecera, y las que forman parte del palacio abacial.
El muro frente a la plaza Octavià se edificó en el siglo XVIII y corresponde a un ensanchamiento del llamado «huerto del abad», que el abad Eustaqui d'Azara (1728-1788) convirtió en jardín botánico.